# キャプテン翼の登場人物
キャプテン翼の登場人物（キャプテンつばさのとうじょうじんぶつ）では、高橋陽一の漫画『キャプテン翼』および同作を原作としたアニメ、ゲームの登場人物について解説する。ゲームのみに登場する人物およびゲームの説明はキャプテン翼 (ゲーム)を参照。
担当声優は、アニメ版第1作 / 第2作『J』 / 第3作 / 第4作の順。「-」は声付きで登場していないことを示す。

四ツ木駅前に設置されている案内看板。キャプテン翼の主要人物が描かれている。

## 選手（日本）

### 静岡県出身者（含む関係者と転校者）

#### 南葛中学校

四ツ木駅前ポケットパークに設置されている石崎 了のブロンズ像。

大空 翼（おおぞら つばさ）
声 - 小粥よう子 / 小粥よう子（少年期）、佐々木望（中学生以降） / 井上喜久子（少年期）、関智一（中学生以降） / 三瓶由布子
本作の主人公。「ボールは友達」を信条とする生粋のサッカー小僧。詳細は「大空翼」を参照。
石崎 了（いしざき りょう）
声 - 丸山裕子 / 佐藤智恵（少年期）、山口勝平（中学生以降） / 高乃麗 / 田村睦心
- 所属：南葛小サッカー部 - 南葛SC - 南葛中 - 南葛高校 - ジュビロ磐田
- テクモ版：南葛高校 (II) - 南武大フースバル (IV) - サンパウロ (IV) - 南葛SC (プロ) (V)
- ポジション：DF 誕生日:4月1日 血液型：B型

静岡県南葛市出身。背番号は南葛SC・南葛中・南葛高時代は14、以降は主に4。翼が南葛市に転入した時に初めて出会った人物。坊主頭のサル顔で、通称「ファンキーガッツマン」や「サル石崎」。目立った才能・特技はないながらも自慢の根性で奮戦し、たゆまぬ努力の末にレギュラーを獲得。ガッツあふれるプレーが信条で、日向などの弾丸シュートに捨て身で喰らいつく「顔面ブロック」は彼の代名詞的プレーとして知られ、そのため全日本ユース時には小学生プレイヤーたちから「顔面ディフェンスしか出来ない猿石崎だぁ」と茶化されたことがある。意気が空回りすることもあり、オウンゴールが最も多いので、次藤から「オウンゴールは石崎の専売特許」と言われている。しかし、普段は石崎をバカにしている若林は「ドジも多いが、イザという時はやってくれる男」と評し、杉本も「普段は頼りないけどイザという時は決めてくれる」と評している。実家は「石乃湯」という銭湯を経営している。
南葛小・弱小サッカー部のキャプテンを務めていた時は、若林率いる修哲小とは0対30という悲惨な弱さと対戦成績であったが、翼の加入によるロベルト監督の特訓の成果、対抗戦の時は引分けになるまでに成長し、市選抜の南葛SCにもなんとかギリギリで選ばれた。全国大会で西尾の怪我により交代出場し、その後はレギュラーになる。
【ジュニアユース編】翼の全日本入りを土下座して嘆願していたが、実際に反対していたのは松山と日向だけだった。
南葛高校入学試験の結果は、石崎と浦辺を除く南葛中・大友中のサッカー部員全員が合格したのに対して、2人だけが補欠合格で、入学辞退者が出たため、2人共入学できた。3年時の高校選手権ではキャプテンを務めた。
【ワールドユース編】決勝のブラジル戦にてナトゥレーザのシュートを顔面ブロックした事により気絶。その際に看病してくれた西本ゆかりに告白、その後交際を始める。
【ROAD TO 2002】ジュビロ磐田に入団し、中山雅史に可愛がられる。浦和レッズ戦では、決死のオーバーラップで決勝ゴールをあげる。
【ライジングサン】ドイツ戦では、中々スタメン入りできない新田にベンチスタートの心構えをレクチャーする。また、そのドイツ戦に途中出場し、小学校全国大会優勝後から7年以上特訓を重ねたヒールリフトを不完全ながらも披露し、先制点をアシストした。
若林の飼い犬「ジョン」にずっと悪戯書きをしていた。また、若林・浦辺とは小学生時代からのライバル兼腐れ縁。
劇場版『ヨーロッパ大決戦』『世界大決戦!! Jr.ワールドカップ』では全日本に選ばれているが、一度も出場していない。
テクモ版では「II」より彼の代名詞である「顔面ブロック」がブロック技として登場、どんなシュートでもこぼれ球にできる効果がある（一部作品では必中ではない）。「III」から登場したアメリカ代表のミハエルのシュート「ローズバスター」に対抗心を燃やし、「ヤマザルバスター」を会得する。以降、ミハエルとはライバルとなり、「V」では「ホーリークロス」を止めるべく、次藤を土台にスカイラブから顔面ブロックをする「スクランブル顔面」を披露した。
「II」より登場する片桐宗正の妹・陽子に片想いをするが、アプローチを掛ける度に毎回ビンタを喰らっている。「IV」では大学選手権V2を達成し、その功績から研修の形で翼がいるサンパウロに留学し、最後まで翼と同じチームで活躍する。
「THE RISE OF NEW CHAMPIONS」では、全国大会の後のリーグ戦で、翼の代わりにキャプテンを任せられる。
連載前の前身である読み切り版「キャプテン翼」から登場している最古参キャラクターの一人。
ジェンナーロ・ガットゥーゾが、幼少時に石崎のファンであったことを語っている。
井沢 守（いざわ まもる）
声 - 中原茂 / 嶋村薫（少年期）、関智一（中学生以降） / 水間真紀（少年期）、うすいたかやす（中学3年生以降） / 岩中睦樹
- 所属：修哲小FC - 南葛SC - 南葛中 - 南葛高校 - 横浜F・マリノス
- テクモ版：南葛高校 (II) - 南葛ウイングス (IV) - 南葛SC (プロ) (V)
- ポジション：MF、DF 誕生日：12月20日 血液型：O型

「修哲カルテット」の一人で長髪長身が特徴。南葛市出身。背番号は修哲小では10、南葛SC以降は8。優れたゲームメイク能力と判断力、そして卓越したジャンプ能力を持つ。特に空中戦には絶対の自信を持っており、翼や武蔵FCの真田とも引き分け、反町には完勝、高杉と2人がかりながら日向をも抑えたこともある。またロングシュートも狙えるキック力がある。小学生時代は翼や岬の影に隠れていたが、南葛中学時代には翼に続く第2のゲームメーカーとして活躍する。
井沢ら修哲小メンバーは本来修哲中学校に進学予定であったが、若林の提案により「翼をチームメイトとして共に練習し、実力に追い付く」ことを目的に南葛中学校に進学を決めた。
【中学生編】MFとして全試合に出場。ふらの戦でジャンプ力を生かした「5メートルダイビングヘッド」を決めるなど活躍し、大会優秀選手にも選ばれた。
【ジュニアユース編】ハンブルグとの練習試合で高杉の代わりにDFとして途中出場し、カルツからボールを奪う。以降、DFもできるユーティリティープレーヤーとして活躍。本大会ではアルゼンチン戦の後半から初出場。フランス戦では先発し、退場した早田に代わりナポレオンのマークに付く。西ドイツ戦では負傷した石崎に代わり途中出場した。アニメ第3作のドイツ戦では、フランス戦で退場になったことにより出場停止となった早田の代わりにスタメン出場した。
高校時代は井沢、高杉、来生、滝、森崎の5人で「南葛5人衆」と呼ばれていた。
【ワールドユース編】アジア一次予選のみの活躍であったが、【GOLDEN-23】では次藤の負傷離脱に伴い、正式にDFとして登録され、CBの一角として数多くの試合でスタメン出場を果たす。【ライジングサン】ではMF登録に戻り、オランダ戦に途中出場した。
劇場版では全日本に選出され、『ヨーロッパ大決戦』『世界大決戦!! Jr.ワールドカップ』ではDF、『危うし! 全日本Jr.』ではMFでスタメン出場した。
アニメ第4作の島田小戦では欠場した若林の代わりにキャプテンを務めた。
テクモ版では高い浮き球への能力値が高い。「I」ではシュート技として得意の頭を活かした「ダイビングヘッド」を持つ。「V」では井沢・来生・滝の3人がフィールドにいる場合にワンツー技「修哲トリオ」を各々で使える。
来生 哲兵（きすぎ てっぺい）
声 - 伊倉一恵 / 新山志保（少年期）、上田祐司（中学生以降） / 亀井芳子（少年期）、阪口周平（中学3年生以降） / 酒井広大
- 所属：修哲小FC - 南葛SC - 南葛中 - 南葛高校 - セレッソ大阪
- テクモ版：南葛高校 (II) - 南葛ウイングス (IV) - 南葛SC (プロ) (V)
- ポジション：FW 誕生日：5月15日 血液型：O型

「修哲カルテット」の一人で天然パーマがトレードマークの「点取り屋」。南葛市出身。背番号は主に9。ゴールへの優れた嗅覚を有している。
【中学生編】比良戸戦では翼が負傷で精彩を欠く中、滝とのコンビプレイでスライディングシュートによる決勝点を挙げる。「翼と岬のゴールデンコンビにはかなわないが、俺たちだって銀くらいの輝きは持っているつもりだぜ！」というセリフから、来生と滝で「南葛シルバーコンビ」という標語が生まれた。滝とのコンビで機動力を活かした戦術を得意とする。中学時代では翼がMFにコンバートしたため、修哲小時代と同じくセンターFWに抜擢された。岬や若林の穴を埋めるために奮起し、中学時代では得点することも多くなっている。
【ジュニアユース編】練習試合のブレーメン戦で滝とともにスタメン出場したが、それ以降の出場はなかった。
劇場版では全日本に選出され、『ヨーロッパ大決戦』では出番はなかったが、『危うし！全日本Jr.』ではDFでスタメン出場した。
テクモ版「IV」では翼対策に、来生から発動可能な修哲トリオによるスライディング技「トライアングルアタック」を編み出した。「V」では南葛SCに移籍してきたナポレオンと衝突が絶えなかった。
滝 一（たき はじめ）
声 - 坂本千夏（小学生編）、堀内賢雄（中学生編）、神谷浩史（PS2版） / 鈴木明子 / 竹内順子（少年期）、中村俊洋（青年期） / 吉野裕行
- 所属：修哲小FC - 南葛SC - 南葛中 - 南葛高校 - 東京ヴェルディ1969
- テクモ版：南葛高校 (II) - 南葛ウイングス (IV) - 南葛SC (プロ) (V)
- ポジション：FW 誕生日：8月8日 血液型：A型

「修哲カルテット」の一人で、出っ歯が特徴。南葛市出身。背番号は修哲小では11、南葛SC以降は主に7。俊足の持ち主でサイドライン際をドリブルで駆け上がりセンタリングを上げるのが得意なウインガー。
【中学生編】大友中との静岡県大会決勝でのダメ押し点となるダイビングヘッドや、花輪中戦で先制ゴールを決めている。
劇場版では全日本に選出され、『ヨーロッパ大決戦』では出番はなかったが、『危うし！全日本Jr.』ではMFでスタメン出場した。
アニメ第3作のオランダ戦ではスタメン出場した。
テクモ版「IV」では一部試合で敵チームの時にドリブルスピードが上がる。
高杉 真吾（たかすぎ しんご）
声 - 拡森信吾 / 高木渉 / 増田ゆき / 木内太郎
- 所属：修哲小FC - 南葛SC - 南葛中 - 南葛高校 - サンフレッチェ広島
- テクモ版：南葛高校 (II) - 南葛ウイングス (IV) - 南葛SC (プロ) (V)
- ポジション：DF 誕生日：10月10日 血液型：O型

「修哲カルテット」の一人で、巨漢を生かしたパワープレイを得意とする。南葛市出身。背番号は主に6。ロングスローが得意で、スローインで一気にゴール前まで持っていく。
【中学生編】東一中戦では同じくDFである早田に闘志を燃やしていた。後半で翼からのセンタリングに合わせ、起死回生の同点ジャンピングヘッドシュートを決めた。比良戸戦ではオーバーラップした際に同じく巨漢の次藤と激突、わずかにせり負けてボールを奪われるが、他の南葛メンバーが軒並み次藤のパワーに吹っ飛ばされる中、彼のみバランスを崩しただけで済んだ。東邦戦では日向の強引なドリブルをファウルではじき返し乱闘、日向と共に1枚イエローカードを貰った。
【ジュニアユース編】当初はスタメンとして練習試合に出場していたが、松山のDFへのコンバートや井沢の守備での活躍などからスタメンを外れ、ハンブルグ戦以降は出場機会がなかった。
【ワールドユース編】アジアカップの第一予選にDFとして出場、タイ戦試合終了直前に得意のロングスローで翼と共に葵の土壇場での逆転ゴールをアシストした。
【ライジングサン】で井川と曽我の加入により代表から外れている。
劇場版では全日本に選出され、『ヨーロッパ大決戦』『危うし！全日本Jr.』にて守備の要としてスタメン出場した。
森崎 有三（もりさき ゆうぞう）
声 - 上村典子、山田栄子（16話のみ） / 阪口大助（小学校編）、上田祐司（中学校編） / 近藤隆 / 畠中祐
- 所属：修哲小FC - 南葛SC - 南葛中 - 南葛高校 - 清水エスパルス
- テクモ版：南葛高校 (II) - 南武大フースバル (IV) - 南葛SC (プロ) (V)
- ポジション：GK 誕生日：3月12日 血液型：A型

南葛市出身。南葛SC結成時から名前が登場する。
若林に憧れており、若林には及ばないながらも、懸命に南葛のゴールを守る。通称「SGGK（スーパーがんばりゴールキーパー）」。トラブルがない限りは若林・若島津の控えに回り、特に秀でているとされる技能もない平凡なGKだが、「タイガーショット」「ツインシュート」「カミソリシュート」などを周りの助けがあったものの止めたこともあり、ジュニアユース、U-21など各世代で全日本入りを果たしているなど実力を感じさせる描写も少なくはない。小学生編では日向のシュートを顔面に受けたことでボールに恐怖心を持ってしまうが、翼や仲間たちの応援により恐怖心を克服し、翼と同じようにボールを「トモダチ」として見るようになった。
【ワールドユース特別編】若島津に次ぐ高校No.2キーパーに成長した。高校選手権決勝では、遠くからタイガーショットを撃とうとした日向が、この位置からシュートを撃っても今の森崎なら止めるだろうと判断して、さらに前進するという描写がある。
【ワールドユース編】大学受験を1年見送り、ユースチームに参加。アジアカップ・タイ戦では4失点を喫するものの、その後、過去の記憶を思い出し、タイの猛攻を再三防いだ。若林との交代直前に、タイの猛攻によるシュートをキャッチすると同時に2度もゴールポストに激突するも、「キーパーにとってはゴールポストもトモダチさ」と笑顔を見せた。アジア予選ではウズベキスタン戦、中国戦に途中交代で出場した。
【GOLDEN-23】若林の負傷や若島津のFWへのコンバートなどによりスタメン起用も増える。かつてのような弱小キーパーと感じさせるような描写は少なく、オリンピックアジア予選では若林のケガによる交代で入ったオーストラリア戦ではわずかな時間で3失点を喫したものの、続くサウジアラビア戦、ベトナム戦は無失点に抑えるという活躍を見せた。そして決戦の舞台であるオーストラリアとの再戦でもわずか1失点に抑え、日本のオリンピック出場決定に貢献した。
【ライジングサン】準々決勝ドイツ戦にて、FWとして出場した若島津がファールを受けベンチに下がった後に後半に若林が負傷したため出場した。
劇場版『危うし! 全日本Jr.』では全日本に選出、負傷した若島津と交代で出場するも、シュナイダーの顔面に向かうホップシュートでボールへの恐怖心、さらには軽い脳震盪を起こし、出場を認められた若林と交代することとなった。
「THE RISE OF NEW CHAMPIONS」では、スーパーセービングを使える。跳んできたボールに体を広げてとめ、バーに跳ね返ってきたボールをキャッチする。
長野 洋（ながの ひろし）
声 - 飛田展男 / - / - / 西谷亮
- 所属：南葛小サッカー部 - 南葛中
- ポジション：FW 誕生日：5月31日 血液型：B型

南葛中の背番号3。来生・滝に次ぐ第3のFW。長身を活かしたヘディングが得意。
岩見 兼一（いわみ けんいち）
声 - 広森信吾 / - / - / 伊藤節生
- 所属：南葛小サッカー部 - 南葛中 - 南葛高校
- ポジション：MF 誕生日：2月12日 血液型：AB型

南葛中の背番号5。横流しの髪型が特徴。
高3の高校サッカー選手権の決勝の東邦戦ではスタメン出場している。
小田 強（おだ つよし）
声 - 鈴木みえ / 米本千珠 / - / 小林大紀
- 所属：南葛小サッカー部 - 南葛中
- ポジション：DF 誕生日：6月13日 血液型：A型

南葛中の背番号4。細目で出っ歯が特徴。
アニメ第1作では、実家が寿司屋と設定され、父親も地区予選では出前そっちのけで南葛SCの応援によく来ていた。
中里 正人（なかざと まさと）
声 - 平野義和 / - / - / 米内佑希
- 所属：南葛小サッカー部 - 南葛中
- ポジション：DF 誕生日：5月28日 血液型：O型

南葛中の背番号2。左サイドバック。
大川 学（おおかわ まなぶ）
声 - 鈴木れい子 / 大谷育江 / 長沢美樹 / 佐藤利奈
- 所属：南葛小サッカー部 - 南葛SC応援団 - 南葛中 - 南葛高校 - 帝都体育大
- ポジション：DF 誕生日：3月2日 血液型：A型

南葛市出身。大きな眼鏡がトレードマーク。南葛小、中学校で翼、石崎らとプレイした。中学生時代は控え選手よりも記録員・マネージャーとしての存在が目立った。ただ、翼が試合中に怪我を悪化させた際、翼と交代出場するかというシーンもあった。
【ROAD TO 2002】日暮里体育大学の教授の助手をしている。代表ではない南葛中部員だった長野・岩見・小田・中里らと「Team Tsubasa」を結成し、それぞれがトレーナー、整体師、マッサージ師などの資格を取得し、翼のトレーニングのサポートなどを行っている。
【ライジングサン】オリンピック本線直前の練習で倒れた翼の元に、妊娠中の早苗の代わりにTeam Tsubasa全員で駆けつけた。
なお、連載初期およびアニメ第1作では名前がマサルとなっている。
アニメ第1作の中学生編では選手としてベンチ入りせず、応援団の衣装を着てマネージャー陣と共にスタンドから声援を送っていた。

#### 大友中学校
浦辺 反次（うらべ はんじ）
声 - 鈴木みえ / 田野恵（少年期）、神谷浩史（青年期） / 増田ゆき（少年期）、こぶしのぶゆき（青年期） / 日野未歩
- 所属：西が丘小サッカー部 - 南葛SC - 大友中 - 南葛高校 - リアル・ジャパン・7 - ジュビロ磐田
- テクモ版：南葛高校 (II) - 静南ミラクル (IV)
- ポジション：MF、DF 誕生日：1月1日 血液型：O型

石崎のライバル的存在で、何かとセットでクローズアップされる機会が多い。
【小学生編】翼の初めての試合相手である西が丘小のキャプテンとして登場。南葛小と修哲小の対抗戦では、負傷した石崎の代役を申し出て岸田と対決するが、乱入してきた岬に敗れる。その後南葛SCに選抜される。
【中学生編】大友中に進学し3年生時にはキャプテンとなる。同じく大友中に進学した3人と共に「大友中カルテット」と呼ばれる。小学生大会で優秀選手に選ばれた来生・滝・井沢・高杉への劣等感から、南葛中を目標に猛練習を行い、南葛中のグラウンドでの勝負では、4人がかりで翼から一瞬でボールを奪い、静岡県大会決勝でも翼が4人を抜くのを諦め、瞬時にバックパスに切り替えるといった成長を遂げるが試合には敗れる。県大会の開会式で石崎と行った「得失点差の多い方のいう事を聞く」という賭けで石崎が応援してくれるよう望んだため、全国大会ではスタンドに駆け付け南葛中を応援した。
【ワールドユース編】高校卒業時に一度は家業の豆腐屋を継ぐことにしたはずだったが、賀茂に頼まれリアル・ジャパン・7に加入し、ポジションをMFからDFに下げ全日本ユースのレベルアップに貢献し、その後は宣言通り実家の豆腐屋を継ぐ。しかしワールドユース前の岬の事故を受けてコーチ役としてチームに合流、そのまま代表メンバー登録される。ブラジルとの決勝戦では負傷退場した石崎と交代し、延長戦を戦い抜いた。本人いわく「リアル・ジャパン・7の猛特訓に耐え抜いたことで実力はお前ら（全日本ユース）の数倍になった」とのことらしい。
【ROAD TO 2002】ジュビロ磐田へ入団し、中山雅史に可愛がれる。浦和レッズ戦では、沢田相手に石崎との守備でのコンビネーションをみせる。
【GOLDEN-23】DFとして代表に選ばれる。ナイジェリア戦ではファールによりPKを与えてしまうが、若林がそれをセーブし助けられる。【ライジングサン】でもDFとして代表に選ばれている。
岸田 猛（きしだ たけし）
声 - 上村典子、小林裕介（アプリ版） / 柏倉つとむ / - / 小林大紀
- 所属：山吹小サッカー部 - 南葛SC - 大友中 - 南葛高校 - 清水エスパルス
- テクモ版：南葛高校 (II) - 静南ミラクル (IV)
- ポジション：MF、DF 誕生日：7月4日 血液型：B型

【小学生編】対抗戦を観戦し、石崎の代役出場を申し出て浦辺と対決するが岬に敗れる。その後南葛SCに選抜される。
【中学生編】「大友中カルテット」の一人として登場。
【ワールドユース編】ではサークーンのボレーシュートをダイビングヘッドで返し、サークーンの足に衝突し負傷した。このプレーの際に実況が「シャーク岸田」という呼称を用いる。
【GOLDEN-23】、【ライジングサン】ではオリンピック代表候補になるが、最終的に代表から外れる。
テクモ版「V」で初めて日本代表に選出され、「合宿・遠征の章〜アジアカップの章」の間のみ控え選手として登録される。
中山 政男（なかやま まさお）
声 - 鈴木れい子、下妻由幸（アプリ版） / 不明（少年期） / 鈴木麗子 / 伊藤節生
- 所属：南葛SC - 大友中 - 南葛高校
- テクモ版：南葛高校 (II) - 静南ミラクル (IV)
- ポジション：DF 誕生日：5月12日 血液型：A型

長身。
【小学生編】南葛SCに選抜される。選抜試験では滝・来生の連携を止めた。
所属校は明かされていないが、アニメ第2作では西が丘小として南葛SCに選出された。
【中学生編】「大友中カルテット」の一人として登場。
【ワールドユース編】弓倉と火野が初めて乱入した際、次藤と共に火野に空中戦を挑んだが及ばなかった。
テクモ版「III」では浦辺とともに全日本ユースチームにベンチ入りする。「V」では日本代表の紅白戦にのみ登場する
西尾 浩司（にしお こうじ）
声 - 大山尚雄、高梨謙吾（アプリ版） / 不明（少年期） / 不明 / 米内佑希
- 所属：南葛SC - 大友中 - 南葛高校
- テクモ版：静南ミラクル (IV)
- ポジション：DF 誕生日：2月6日 血液型：A型

【小学生編】南葛SCに選抜される。当初はレギュラーだったが、対花輪SS戦で立花兄弟のトライアングルシュートの下敷きになり右足を負傷したため石崎と交代。以降の出場はなかった。
所属校は明かされていないが、アニメ第2作では山吹小として南葛SCに選出された。
【中学生編】「大友中カルテット」の一人として登場。
テクモ版「V」では中山同様に日本代表の紅白戦にのみ登場する。
新田 瞬（にった しゅん）
声 - 三ツ矢雄二、中原茂（OVA版）、金丸淳一（劇場版） / 佐藤浩之、結城比呂（OVA） / 時田光 / 上村祐翔
隼に喩えられる俊足FW。翼ら黄金世代より1学年後輩で、中学生編からの登場。詳細は「新田瞬」を参照。
一条 勇（いちじょう いさむ）
声 - 島田敏 / - / - / 木内太郎
- 所属：南葛SC - 大友中
- ポジション：GK 誕生日：5月2日 血液型：B型

182cmの長身が魅力の大友中の守護神。翼らが優勝した翌年、南葛SCで新田と共に全国制覇を経験。
【中学生編】では南葛中相手に来生、井沢のノーマークでのシュートを難なくキャッチし、翼のミドルシュートすら横っ飛びでキャッチする（「大友カルテット」がブロックして僅かに威力は落ちたといわれる）などファインセーブを連発。結果的に3失点を喫するものの、翼に「あのキーパーなかなかやるぞ」と評された。

#### その他
若林 源三（わかばやし げんぞう）
声 - 橋本晃一 / 三木眞一郎 / 鈴村健一 / 鈴村健一
翼の初めてのライバル・盟友で、絶対的な実力を誇る天才GK。詳細は「若林源三」を参照。
岬 太郎（みさき たろう）
声 - 山田栄子 / 小林優子（少年期）、結城比呂（青年期） / 雪乃五月（少年期）、鳥海浩輔（青年期） / 福原綾香
翼の盟友。少年時代は転校を繰り返しており、その過程で翼と出会う。詳細は「岬太郎」を参照。
川上 守道（かわかみ もりみち）
声 - 広森信吾 / - / - / 土田玲央
- 所属：志水FC
- ポジション：GK 誕生日：5月9日 血液型：0型

【小学生編】の静岡県大会決勝戦で南葛SCと対戦。志水FCのキャプテン。
「若林と並び称される」と評されるGKで、来生のノーマークシュートをキャッチすると、若林からも「あのキーパーなかなかできるぞ」と評される。
監督の指示のもと翼への徹底マークや、若林を負傷させる作戦を実行するも敗れる。
長崎 順一（ながさき じゅんいち）
声 - 坂本千夏 / 柏倉つとむ / 時田光 / 渡辺紘
- 所属：島田小サッカー部
- ポジション：MF 誕生日：5月9日 血液型：0型

【小学生編】の静岡県大会準決勝戦で南葛SCと対戦し、先制点を挙げた。単独チームで無名選手揃いでありながら無欲かつ守り重視のサッカーで勝ちあがってきた。
アニメ第3作では県大会決勝で登場する。EDクレジットでは島田となっている。

### 他地域出身者
以下、在籍校は中学生編基準。

#### 東邦学園中等部（東京都）
日向 小次郎（ひゅうが こじろう）
声 - 鈴置洋孝、成田剣（アプリ版） / 檜山修之 / 松本梨香（少年期）、子安武人（青年期） / 佐藤拓也
翼のライバルであり、闘争心あふれるストライカー。詳細は「日向小次郎」を参照。
若島津 健（わかしまづ けん）
声 - 飛田展男 / 関智一、中村大樹（OVA版） / 伊藤健太郎 / 梅原裕一郎
空手の達人でもある異色のGK。詳細は「若島津健」を参照。
沢田 タケシ（さわだ タケシ）
声 - 上村典子 / 柊美冬（現・石村知子）、岩永哲哉（OVA版） / 竹内順子（少年期）、喜安浩平（青年期） / 潘めぐみ
- 所属：明和FC - 東邦学園中等部 - 東邦学園高等部 - 浦和レッドダイヤモンズ
- テクモ版：東邦学園高等部 (II) - 東邦タイガース (IV) - 東邦 (プロ) (V)
- ポジション：MF 誕生日：1月2日 血液型：A型

埼玉県の明和市出身。背番号は主に15。日向らより2学年下ながら比肩するセンスを持ったテクニシャン。中学時代、日向との「東邦ゴールデンコンビ」という標語が生まれた。明和FC以来から常に日向を慕い続けている。明和FC時代は小4と小5の時に全国大会で準優勝、小6時は優勝を果たしている。東邦学園所属時はゲームメーカーを務め、日向たちの引退後は2年にして新キャプテンとなる。東邦の指揮官とまで言われており、大空や岬が直々のマークに付くほどであるが、片桐は3人よりもパワーが劣るので、沢田にキック力があれば、南葛ゴールデンコンビと互角に渡り合えると評している。
【ジュニアユース編】では立花兄弟などの相次ぐ負傷者もあり、後半に連れ出場機会が多くなる。西ドイツ戦では日向とのキック力の差を利用したツインシュートによるパスでゴールへの突破口を開いた。
【ワールドユース編】では葵の台頭もあり出場機会は多くなかったが、岬の離脱もあり、ウルグアイ戦とイタリア戦ではフル出場した。
【ROAD TO 2002】ではサッカーボールを模した奇抜な髪型で登場した。ジュビロ磐田戦にて初出場初アシストを果たすも、試合に負けたため坊主頭に戻している。
【GOLDEN-23】ではU-19全日本ユースのキャプテンに就任、背番号10を背負う。「この世代の翼さんになる」と意気込むが、自分のプレーを見失い日本を敗戦寸前まで追い込んでしまうが、ロスタイムにドリブル突破からセンタリングを上げゴールをアシストし、韓国を破り日本をアジア一に導くなど黄金世代に劣らない活躍を見せている。また、U-22日本代表にもアジア2次予選から招集される。
【ライジングサン】ではオリンピック代表に選ばれる。ナイジェリア戦では後半から途中出場し、元明和の日向・岬・若島津との連携を披露、日向のハットトリックをアシストした。
劇場版では『ヨーロッパ大決戦』『危うし! 全日本Jr.』ともにスタメン出場した。『危うし! 全日本Jr.』では唯一小学生のメンバーであった。
アニメ第4作の明和FCでは、腕まくりをしている日向の代わりにキャプテンマークを着ける。なお、キャプテンが日向であることには変わりない。
反町 一樹（そりまち かずき）
声 - 堀内賢雄 / - / 津村まこと / 村田太志
- 所属：東邦学園中等部 - 東邦学園高等部 - ヴィッセル神戸
- テクモ版：東邦学園高等部 (II) - 東邦タイガース (IV) - 東邦 (プロ) (V)
- ポジション：FW 誕生日：7月26日 血液型：A型

監督意向による日向出場停止の間、エースストライカーとしてチームを決勝まで導いた。日本代表には初期から招集されており、日向・新田に次ぐ3番手のFWとして出場機会も多かったが、【GOLDEN-23】では若島津がFW兼任となり優先順位が下がる。背番号は【中学生編】と日向不在時の代表戦では9、【ジュニアユース編】では19、以降は主に13。
【中学生編】日向抜きで戦うことになった全国大会では、沢田と息の合ったコンビプレイを見せた。
高3の高校サッカー選手権決勝の南葛戦では同点ゴールを挙げる。その後のオランダユースとの親善試合3戦目では、日向と交代して出場してゴールを決める。
【GOLDEN-23】ではディフェンスも積極的にこなし、「ディフェンシブFW」を自称する。作中描かれていないが、ベトナム戦でゴールをあげる。
テクモ版「III」では日向加入までの間、全日本のスターティングメンバーとして出場する。
小池 秀人（こいけ ひでと）
声 - 鈴木れい子 / - / - / 小林大紀
- 所属：東邦学園中等部 - 東邦学園高等部
- ポジション：MF 誕生日：9月29日 血液型：B型

豆目の長髪選手。中学生大会では大会優秀選手に選ばれ代表合宿に参加するが、ヨーロッパ遠征メンバーからは外れた。

#### ふらの中学校（北海道）
松山 光（まつやま ひかる）
声 - 鈴木みえ / 柏倉つとむ、菊池正美（OVA版） / 石田彰 / 羽多野渉
雪国で培った粘り強いプレースタイルとリーダーシップを有する努力の男。詳細は「松山光」を参照。
小田 和正（おだ かずまさ）
声 - 鈴木れい子、長谷徳人（アプリ版） / 上田祐司 / 増田ゆき / 畠中祐
- 所属：ふらの小サッカー部 - ふらの中 - ふらの高校 - コンサドーレ札幌
- テクモ版：ネッツ東日本 (IV)
- ポジション：FW、MF 誕生日：10月4日 血液型：A型

松山以外に目立った選手はいないとされるふらのにおいては数少ない存在感のある選手。
【小学校編】大会優秀選手の時はMFだった。大会後の南葛VS修哲対抗戦2NDステージには松山と共に招待された。
劇場版では全日本に選出され、『ヨーロッパ大決戦』ではDF、『危うし! 全日本Jr.』ではFWでスタメン出場を果たし、南葛・明和・ふらののオフェンス陣から構成されたトリプルコンビの一員として攻めに貢献した。
【中学生編】ふらの中のセンターフォワードとして出場。対南宇和中戦では決定機を2度外し苦戦の要因となるが、それでもパスを送った松山やチームメイトの期待に応え3度目で決勝ゴールを挙げる。南葛中戦でもなだれ作戦からのヘディングで同点ゴールを挙げている。ジュニアユースの合宿に参加するが、メンバーからは外される。南葛中戦の時点では旭川の高校を志望していることが松山から語られたが、松山と共にふらの高校を受験し進学した。
【ワールドユース編】ではMF登録で日本代表に選ばれるも、具体的な活躍はない。
テクモ版ではDFとして登場する。「III」「V」では日本の控え選手登録されている。
加藤 正則（かとう まさのり）
声 - 村井雄治（アプリ版） / - / - / 小林大紀
- 所属：ふらの小サッカー部 - ふらの中
- テクモ版：ネッツ東日本 (IV)
- ポジション：GK 誕生日：7月5日 血液型：AB型

中学生大会では大会優秀選手に選ばれ代表合宿に参加するも、ヨーロッパ遠征メンバーからは外れた。

#### 明和東中学校（埼玉県）
成田 国明（なりた くにあき）
声 - 島田敏、大塚剛央（アプリ版） / - / - / 土田玲央
- 所属：明和東中
- ポジション：MF 誕生日：2月6日 血液型：O型

背番号は10。全国準優勝メンバーである明和FC出身者が多くを占める明和東中のキャプテンを務める。
沢木 昇（さわき のぼる）
声 - 広森信吾、村井雄治（アプリ版） / 上田祐司 / - / 小林大紀
- 所属：明和FC - 明和東中
- ポジション：FW 誕生日：9月17日 血液型：A型

背番号は9。明和FC時代は日向とともにFWを務める。小学生時代は日向の影に隠れた存在だったが、日向や若島津が東邦に入学したこともあり、明和東中ではエースストライカーを務める。
東邦とは準決勝で対戦。日向不在ではあったが、動きを熟知した沢田を抑えつつ、執念のスライディングタックル部隊により先制点を奪う。しかし、日向のベンチからの檄から東邦が盛り返し逆転負けを喫する。大会優秀選手に選ばれ代表合宿に参加するも、ヨーロッパ遠征メンバーからは外れた。
堀 広道（ほり ひろみち）
声 - 不明 / 不明 / 不明 / 西谷亮
- 所属：明和FC - 明和東中
- ポジション：MF 誕生日：12月24日 血液型：A型

背番号は8。やや長髪と点目が特徴。東邦戦では若島津が堀のシュートをキャッチできなかったことにより明和東先制の好機を作った。中学生大会では大会優秀選手に選ばれ代表合宿に参加するも、ヨーロッパ遠征メンバーからは外れた。
長野 元春（ながの もとはる）
声 - 不明 / 不明 / 不明 / 西谷亮
- 所属：明和FC - 明和東中
- ポジション：DF 誕生日：8月10日 血液型：A型

背番号は3。明和FCでは危険察知能力と戦術眼を活かし、大会優秀選手にも選ばれた。
東邦戦では、沢田のパスコースを読みカットした。

#### 武蔵中学校（東京都）
三杉 淳（みすぎ じゅん）
声 -溝口綾、 木藤玲子（アプリ版）、緒方恵美（PS2版） / 緒方恵美（少年期）、太田真一郎（青年期） / 折笠愛（少年期）、宮崎一成（青年期）/ 斉藤壮馬
翼にも勝る実力を持ちながら心臓病を患った薄幸の美男子。詳細は「三杉淳」を参照。
アンドレア・ピルロが、幼少時に三杉に憧れ、オフサイドトラップを練習してマスターしたことを語っている。
本間 実（ほんま みのる）
声 - 井上雄貴（アプリ版） / - / - / 米内佑希
- 所属：武蔵FC - 武蔵中
- ポジション：FW、MF 誕生日：3月25日 血液型：O型

武蔵FWトリオの一人。【小学校編】ウイングの選手で、南葛戦にてライン際のドリブルをした際に、滝は「おれのマネだ」と驚いていた。後に滝がライン際のドリブルを披露した際には「サイドラインぎわのドリブルはおれの専売特許よ」と言われて彼の方も驚いていた。大会優秀選手にはMFとして選ばれる。
【中学生編】都大会決勝の東邦戦にて、三杉が最後の気力で日向からボールを奪い、それをチームメイトが繋ぎ同点となるシュートチャンスが回ってきたが、若島津に阻止される。
【ワールドユース編】MFとして日本代表に選ばれる。葵が出場停止になった際には、ベンチ外選手としての役割を教えた。
「THE  RISE OF NEW CHAMPIONS」の武蔵中編では、一部の試合で三杉の代わりに武蔵中のキャプテンをすることがある。
真田 信次（さなだ しんじ）
声 - 村井雄治（アプリ版） / - / - / 土田玲央
- 所属：武蔵FC - 武蔵中
- ポジション：FW 誕生日：2月17日 血液型：B型

武蔵FWトリオの一人。長身を生かしたヘディングが得意。【小学生編】で井沢との空中戦では引き分けた。
一ノ瀬 明（いちのせ あきら）
声 - 村井雄治（アプリ版） / - / - / 渡辺紘
- 所属：武蔵FC - 武蔵中
- ポジション：FW 誕生日：9月27日 血液型：O型

武蔵FWトリオの一人。【小学校編】で大会優秀選手に選ばれる。

#### 花輪中学校（秋田県）
立花 政夫（たちばな まさお）
声 - ならはしみき / 亀井芳子 / 雪野五月（少年期）、中井将貴（青年期） / 竹内絢子
立花 和夫（たちばな かずお）
声 - 鈴木れい子、鈴木みえ（OVA版） / 折笠愛 / 長沢美樹、下崎紘史（ゲーム版）/ 渡辺優里奈
双子ならではの意思疎通によるコンビネーションを得意とするテクニシャン兄弟。詳細は「立花兄弟」を参照。
小野 義治（おの よしはる）
声 - - / - / - / 土田玲央
- ポジション：FW 誕生日：9月10日 血液型：O型

背番号は11。司令塔的役割を担う。
玉井 寛（たまい ひろし）
声 - - / - / - / 小林大紀
- ポジション：MF 誕生日：4月11日 血液型：A型

背番号は8。対南葛中戦終盤、立花兄弟へツインシュートにつながるパスを出す。
大丸 雄一郎（だいまる ゆういちろう）
声 - 福士秀樹、大塚剛央（アプリ版） / - / - / 綿貫竜之介
- ポジション：DF 誕生日：8月8日 血液型：O型

背番号は12。巨漢で強力なキック力を持つ。南葛中戦ではそのキック力で立花兄弟にスカイラブをアシストするために、スーパーサブとして後半から出場した。

#### 難波中学校（大阪府）
中西 太一（なかにし たいち）
声 - 中原茂、大塚剛央（アプリ版） / - / - / 松本忍
- 所属：難波FC - 難波中 - 立浪高校
- テクモ版：立浪高校 (II) - 東都大SV (IV)
- ポジション：GK 誕生日：11月4日 血液型：O型

巨漢のゴールキーパー。試合全体の流れを見極める能力が高く、後ろから味方に的確な指示を出す。ペナルティエリア内での接近シュートやミドルシュートには強いが、動作の鈍さからダイレクトシュートに弱い。
【小学生編】「若林を超える大物GK」として登場。前年の若林と同様に無失点での全国制覇を狙い、全国大会の予選リーグでは無失点で決勝トーナメント進出。1回戦の南葛SC相手にも序盤は味方DFに的確な指示を送り、翼や岬のシュートを止めてみせた。しかし、翼が若林以上のキーパーはいないとして、ペナルティーエリア外から放った強烈な回転をかけたシュートでキャッチした手を弾かれ失点。それ以降は味方への指示にも精彩を欠くようになり、翼以外の選手からもゴールを許す。最後には故意に翼の足を狙ったセービングを行うが躱され、さらに得点を許し5失点で敗戦。大会の優秀選手に選ばれた。劇場版第1作では全日本のメンバーに選出されるも出場機会はなかった。南葛VS修哲対抗戦2NDステージでは、南葛のゲストプレーヤーとして途中出場。
【中学生編】3年連続全国出場を狙い大阪府大会の決勝戦で東一中と対戦。0-0で迎えた試合終盤に早田のカミソリシュートでゴールを許し敗れる。全国大会では会場で東一中と南葛中の試合を観戦した。
【高校生編】では立浪高校に進学し、全国大会では早田とともに東邦学園を苦しめていた。
【ジュニアユース編】以降は出番がなく、【GOLDEN-23】にて初めて日本代表候補に選ばれ、【ライジングサン】でも招集はかかるが、いずれも最終メンバーには残れず吉良監督の戦力構想外となった。
テクモ版「II」では立浪高校に進学し早田とともに南葛と対戦する。「V」では初めて日本代表に選出され、「合宿・遠征の章〜アジアカップの章」の間のみ控えGKを務めている。
バンダイ版「RISE OF NEW CHAMPIONS」ではDLC第3弾の追加キャラとして登場する。スーパーセービングを持っていて、相手のシュートをその巨体で完全にとめる。

#### 東第一中学校（大阪府）
早田 誠（そうだ まこと）
声 - 大塚芳忠 / 石川英郎、岡野浩介（OVA版） / 荻原秀樹 / 小林裕介
- 所属：東一中 - 立浪高校 - ガンバ大阪
- テクモ版：立浪高校 (II) - 南武大フースバル (IV)
- ポジション：DF 誕生日：7月10日 血液型：A型

背番号は7。大阪出身だが、話す言葉は標準語（原作初登場時及びアニメ第1作では関西弁）。
異名は「カミソリファイター」。自ら「カミソリタックル」と称する、相手の死角から繰り出す切れ味鋭いスライディングタックルが得意技。翼相手でも走り負けない走力で徹底的に相手エースをマークし、ファウル覚悟で相手の足を削ることも厭わないことから「エース殺しの早田」とも呼ばれる。強気な性格が災いするのか本作では稀な累積退場処分を受けた一人。
当初は翼同様ドライブシュートの開発を考えたが、自分たちの年齢では縦回転のシュートはまだ無理と判断、横回転に磨きをかけ、キーパー手前で急激に曲がる「カミソリシュート」を編み出す。当初は右方向に変化するカミソリシュートしか披露していなかったが、南葛中戦終盤には逆の左方向に曲がるカミソリシュートも披露している。ジュニアユース編以降はパスカットを避ける「カミソリパス」も披露している。
【中学生編】では、大阪地区予選決勝にて中西率いる強豪難波中学と対戦。難波中のCFを徹底マークで負傷させて得点を許さず、試合終了間際に放ったカミソリシュートで中西から決勝点を奪い、地区予選無失点で全国大会初出場を果たす。全国大会では初戦で優勝候補筆頭の南葛中と対戦。カミソリシュートで先制点を挙げ、翼を徹底マークし大いに苦しめる。試合終了間際には翼のマークを外し、それまで温存していた逆回転のカミソリシュートでゴールを狙うが、足や体の向きを見た翼の咄嗟の指示で逆方向に飛んだ森崎にキャッチされ、ノーマークの翼に逆転ゴールを許し敗戦。対戦後は自分が断念した翼のドライブシュート完成にエールを送り、自身との空中での接触プレイで負った足の怪我を気遣った。
【ジュニアユース編】では全日本のDFとして活躍。フランス戦ではナポレオンのマークに付くが、乱闘騒ぎを起こした後、クロスプレイでナポレオンを殴ったとしてイエローカード2枚による退場処分になった。その後、控え室で涙を流しながら全日本の勝利を神に祈るなど、情に篤い一面を見せた。基本的に退場処分を下された場合次の試合には出場できないが、原作では決勝のドイツ戦に出場している（アニメ第3作では現実に準じドイツ戦は欠場し、代わりに井沢が出場した）。
【ワールドユース編】監督の賀茂から「そんなただカーブをかけただけのシュートが今さら世界に通用すると思ってるのか！」と一喝されて発奮、ユース合宿を一時離れダミー人形を利用するなどの特訓を積み重ねる。復帰をかけたR・J・7との再試合で「ワンパターンと言われようが、俺にはこのカミソリサッカーしかないんじゃ!!」と、以前より一段と鋭さを増したカミソリサッカーを披露した。しかし、岬がさらにカーブのかかった「ブーメランシュート」を会得し、マンマーカーとしては赤井の活躍により、活躍の場は少なかった。
テクモ版では「II」以降、カミソリサッカーを活かした技を攻守ともに所持している。中でも「カミソリパス」は、「V」で翼の「ブーストサイクロン」へのアシスト役として大いに活躍できる。また「V」ではカミソリシュートを一度失敗したときのみ、前述の逆方向に曲がるカミソリシュート、「二枚刃カミソリ」が使用可能になる。
「IV」では石崎・森崎・新田と共に南武大で大学2連覇を達成する。
辻 亮太（つじ りょうた）
声 - - / - / - / 伊藤節生
- ポジション：GK 誕生日：4月23日 血液型：A型

井沢がノーマークで放ったロングシュートをセーブするなど中々のセンスである。後半に高杉のヘディングシュートで同点に追いつかれるまでは南葛中を無失点に抑えていた。南葛中と対戦した相手の中では最少の2失点で抑えた。

#### 南宇和中学校（愛媛県）
石田 鉄男（いしだ てつお）
声 - 名村幸太朗（アプリ版） / - / - / 村田太志
- ポジション：MF

背番号は4。南宇和のキャプテンで、ボールテクニックに秀でた選手。頭髪は丸坊主。
準々決勝でふらの中と対戦し、パスを多用する松山を「個人技に自信がない」と挑発し、チームも先制しふらの中を苦しめるも、松山のロングシュートで同点に追いつかれ、試合終盤の直接対決でも敗れ、松山からのパスを受け取った小田に逆転ゴールを許し敗れる。大会優秀選手に選ばれ代表合宿に参加するも、ヨーロッパ遠征メンバーからは外れた。その際には選ばれた松山にエールを送っている。
テクモ版「V」では中西同様初めて日本代表に選出され、「合宿・遠征の章〜アジアカップの章」の間のみ控え選手として登録されている。
武井 和人（たけい かずと）
声 - ? / - / - / 酒井広大
- ポジション：FW

背番号は10。長身を生かしたパワーヘディングが得意で、対ふらの中戦ではヘディングで先制点をあげている。石田同様に大会優秀選手に選ばれ代表合宿に参加するも、ヨーロッパ遠征メンバーからは外れた。

#### 比良戸中学校（長崎県）
次藤 洋（じとう ひろし）
声 - 平野義和、堀川亮（OVA版） / 江川央生、松本保典（OVA版） / 高塚正也 / 平川大輔
- 所属：比良戸中 - 国見学院高校 - アビスパ福岡
- テクモ版：国見学院 (II) - 東都大SV (IV)
- ポジション：DF 誕生日：4月29日 血液型：O型

背番号は5。長崎県比良戸市出身。「パワーディフェンダー」の異名を誇る巨漢。独特の訛り（「〜タイ」、「〜バイ」）がある喋り方をする。南葛中のマネージャー西本ゆかりはいとこにあたる。
「パワーディフェンス」と称する相手選手を吹き飛ばしボールを奪うディフェンスや、正面でキャッチしたキーパーごとゴールに押し込むシュートといった、巨体を生かしたパワープレイを得意にする。また、後輩の佐野とのコンビプレイも得意にしており、南葛中戦では次藤のシュートを佐野がヘディングでコースを変えるプレイや、バックスピンをかけたロングボールでキーパーの森崎をつり出し、ガラ空きのゴールに佐野がシュートを蹴り込むプレイを披露した。
サッカー部に所属しながらもほとんど練習には参加せず、やる気を出させるためにキャプテンに任命された後もそれは同じで、「強い奴と戦いたい」との理由から喧嘩に明け暮れる毎日を送っていたが、小学生にして一人で中学生グループを叩きのめすほどの強さを持つ次藤の欲求を満たすものは現れなかった。何事にも本気になれず悶々とした日々を送っていたが、佐野からサッカー雑誌に掲載されている翼の活躍を報じた記事を紹介され、「強い奴」である翼の打倒を目標に真剣にサッカーに打ち込むようになり、その結果比良戸中を全国大会出場に導く。
【中学生編】南葛中を偵察するため静岡県大会決勝戦を観戦し、その後は東邦学園を偵察するため東京都大会決勝も観戦する。強豪チームと対戦するまでは実力を隠す作戦をとり、大差で勝利した長崎県大会の決勝戦以外の試合をいずれの試合も1-0の僅差で勝ち上がり、全国大会準々決勝で南葛中と対戦。試合中の接触プレイで負傷した翼・来生・滝の3人の調子が上がらない中、佐野とのコンビプレイなどで3点を先制し前半を終える。しかし後半になりドライブシュートを完全に会得した翼の活躍で追いつかれ、佐野とのコンビプレイも南葛中に防がれるようになり、来生と滝のコンビプレイで逆転ゴールを奪われ敗れる。当時はその時の1年間でサッカーをやめるつもりだったようだが、翼との戦いを経て翼を倒すまではサッカーをやめないと誓っている。
【ジュニアユース編】目立った活躍はないが、巨漢を生かして立花兄弟のスカイラブの発射台となり、アルゼンチン戦では1点差に追い上げるゴールをアシストした。
【ワールドユース編】賀茂から持久力がないことを指摘されたため、九州各地のフルマラソンの大会に参加し、体を絞り、持久力をつけた。ただし、この場面以前に次藤に持久力がないという描写は一切ない。リアル・ジャパン・7との2戦目でその成果を発揮、日向のポストプレイを素早いオーバーラップからのスライディングシュートでゴールを決めた。ところがワールドユース本戦・ウルグアイ戦では得点4対4からのウルグアイのシュートを次藤がクリアしたボールがゴールに突っ込んでしまい、痛恨のオウンゴールを喫することになる。その償いとして、大怪我の覚悟で彼の背中の上で日向に雷獣シュートを打たせようと試みるが、日向が彼の背中の上からそのまま高くジャンプ、着地直後に「降臨雷獣シュート」を決め、結局は背中に怪我を負わずに済んだ。その後日向から「全日本の壁、次藤洋の力がまだまだ必要なんだよ」という一言をもらい、笑顔を見せ、試合終了後には号泣していた。優勝後も「やっタイ！」と叫びながらガッツポーズをとる一面を見せた。
【GOLDEN-23】では親善試合のデンマーク戦で負傷、途中退場し、そのまま代表を離脱。アジア最終予選の最終戦近くにはほぼ復調していたが、代表復帰はせず井川のアシストに徹した。アジア予選決勝のオーストリア戦では背番号5を井川に預けた。
テクモ版では巨漢を活かしたパワー系ディフェンスを得意とし、「さのとのコンビプレイ」をシュート技として持つ。また、ストーリー中に編み出した様々なスカイラブ技で立花兄弟の発射台として活躍する。
佐野 満（さの みつる）
声 - 大山尚雄 / - / 津村まこと / 吉野裕行
- 所属：比良戸中 - 国見学院高校 - アビスパ福岡
- テクモ版：国見学院 (II) - 東都大SV (IV)
- ポジション：FW、MF 誕生日：8月2日 血液型：A型

背番号は16。比良戸市出身。長髪で、前髪に目が隠されて描かれることが多いのが特徴（基本的には両目だが、初期以外では片目のみ隠れる形も多い）。「ケケケ」と笑うのが特徴。
次藤の1年後輩ながらパートナー的存在。ただし次藤と同じような九州弁は全く使わない。ケンカに明け暮れて目標を失っていた次藤に、サッカー雑誌に載っている翼の活躍の記事を見せ、次藤がサッカーに打ち込むきっかけを作った。松山以上とも言われるほどボールキープ力が高く、「軽技師」と呼ばれる。
【中学生編】対南葛中戦で、次藤とのコンビプレイで2得点をあげる。試合序盤はキープ力で南葛中DF陣を手玉にとっていたが、次第に対応されるようになり、試合終盤にはオーバーヘッドキックを放つも、翼のジャンピングボレーで勢いを弱められ、森崎にキャッチされた。
【ジュニアユース編】MFへの転向に当初は慣れなかったが、後半には負傷者が相次いだこともあり、出場機会が多くなり、沢田・新田と共に下級生トリオとして活躍した。
【ワールドユース編】中国戦に累積警告二枚により出場できない葵代役の候補に真っ先に上がるなどスーパーサブとして活躍し、スウェーデン戦、オランダ戦、ブラジル戦では怪我で離脱した岬の代役を務めた。
【GOLDEN-23】では、古川と風見にフットサルテクニックを教えてくれと頼み込む（最初は断られたが、後に、ふたりが佐野や他のメンバーに影響されて、彼や岬、立花兄弟に伝授した）。そして学んだ技術を活かし、オーストラリアとの最終決戦では決勝点への突破口を開いた。
テクモ版では立花兄弟の技が多彩であることから全日本では活躍の場は少ない。しかし「V」では新田が抜けたことで2トップの一角としてスタメンに定着、アジア予選では日向も参加しないため「オーバーヘッドキック」を武器に大いに活躍する。

#### 西峰小学校（宮城県）
小玉 和男(こだま かずお)
声 - - / - / - / 小林大紀
岬が全国サッカー少年大会終了後に引っ越した仙台市の小学校のサッカーチームのキャプテン的存在。背番号10。『ボクは岬太郎2』にて高校卒業後は調理専門学校に進んだことが分かる。実家の「こだま食堂」を継ぐべく、両親の下で修行をしている。
ミツル
声 - - / - / - / 花江夏樹
背番号12。母親が教育ママのためサッカーを反対されていた。『ボクは岬太郎2』にて東京大学に進学したことが分かる。弱小校とは言えサッカーを続けている。片桐コンツェルンに内定が決まっている。マドリッド五輪に選出された岬の応援のためスペインに駆けつけ、小玉と再会する。

### ワールドユース編以降に登場する選手

#### 全日本ユース
葵 新伍（あおい しんご）
声 - 村瀬歩（アプリ版） / 菊池正美 / 森久保祥太郎 / 逢坂良太（ZERO・RONC）
番外編の主人公。中学までは無名で、イタリアに渡って頭角を現した。詳細は「葵新伍」を参照。
佐々木 健太（ささき けんた）
- ポジション：GK 誕生日：9月17日 血液型：O型

三杉とともに入団テストを経て全日本ユースに入る。RJ7戦で、火野のシュートで負傷した森崎に代わって途中出場した。
赤井 止也（あかい とめや）
声 - 松岡禎丞（アプリ版） / - / - / -
- 所属：前田中央高校 - FCサンプドリア
- ポジション：DF 誕生日：6月24日 血液型：B型

高校時代、特殊コーチとして来日したマルコ・パステンを慕い高校を中退しイタリアに渡る。「恐怖のレッドストッパー」の異名を持つ。葵と対照的な「赤信号」の役割として描かれ、マークした相手からは絶対に離れないのが持ち味。葵の完成した「直角フェイント」に敗れてしまい、対策として「直角ディフェンス」を編み出したが、インテルのチームプレイに敗れる。その直後、葵の誘いで全日本ユースに加わる。
松山が美子の交通事故により試合不出場を表明した際、代わりにボランチとしてスウェーデンユース戦に出場。「顔面ブロック」「アグレッシブディフェンス」「七色ディフェンス」を駆使し、レヴィンへの執拗なマークを続けチームの勝利に貢献したが、「レヴィンシュート」を捨て身で何度も防いだ反動で体はボロボロになり、90分終了の時点でプレイ不能となったため、到着した松山に交代した。
ワールドユース後はサンプドリアに戻り、試合には途中出場ながらチームに大きく貢献。しかし、セリエA昇格を懸けたトリノとの試合で反則タックルを受け右足を負傷。得たPKをチームメイトが決めて事実上のセリエA昇格が決まったものの、マドリッド・オリンピックへの出場は不可能になってしまった。
イタリア人の彼女ができたらしい。

#### リアルジャパン11
ワールドユース編の代表監督・賀茂港が集めた選手たち。【ワールドユース編】で「リアルジャパン7」として初登場。浦辺曰く「賀茂監督の地獄の特訓に最後まで耐え抜いたのがこの7人しかいなかった」とのことだったが、【GOLDEN-23】で「リアルジャパン11」の存在があらわになり、脱退した4人が登場する。

##### リアルジャパン7
登場当初、「真の全日本ユース」と賀茂が称していたが、その実態は全日本ユースの成長のためのバックアップチームであった。浦辺と火野以外は年齢制限から元々全日本ユースへの参加資格を持っていない。なお、参加資格のある2人は全日本ユースへの加入も構想に入れられていたが、実際に加入したのは本戦からの追加招集である浦辺のみで、火野は母国であるウルグアイユースに加入した。
- 浦辺反次→大友中学校の項目参照。
- 火野竜馬→ウルグアイの項目参照。

弓倉 宣之（ゆみくら のぶゆき）
声 - 三浦勝之（アプリ版） / 上田祐司 / - / -
- 所属：読売クラブ - 東京ヴェルディ1969
- ポジション：MF

岬や日向のように学校のサッカー部には所属せず、幼い頃からプロ傘下のクラブで練習を続けていたクラブサッカーの生え抜き選手であり、世間から脚光を浴びている黄金世代に対してライバル心を抱く。学年は黄金世代と一緒であるものの、喘息で休学していたため年齢が1つ上で、ユースチームへの参加資格はなかった。ドライブシュートを身につけている。
東邦の反町によく似た顔立ち。
【GOLDEN-23】ではオリンピック代表候補に選ばれ、親善試合のデンマーク戦では岬に代わって出場を果たすものの、アジア予選への代表には残らなかった。
杉本 高史（すぎもと たかし）
声 - 谷口淳志（アプリ版） / 林延年 / - / -
- 所属：ガンバ大阪
- ポジション：MF

「フィールドのペテン師」を名乗り、関西弁を使う。当初は偽名で吉川晃司（よしかわ こうじ）を名乗り、標準語を使用した。
【ROAD to 2002】横浜・F・マリノス戦ではペテンシュートで決勝ゴールを奪う。
岡野 俊也（おかの としや）
声 - 濱野大輝（アプリ版） / - / - / -
- 所属：浦和レッドダイヤモンズ
- ポジション：MF

ヘアバンドを着用している。100メートル11秒台の俊足ウインガーだが、ワンパターンなのが玉にキズ。
坂木 優二（さかき ゆうじ）
声 - 伊達忠智（アプリ版） / - / - / -
- 所属：セレッソ大阪
- ポジション：DF

長身を生かしたプレイを得意とする。
ミシェル 山田（ミシェル やまだ）
声 - 野上翔（アプリ版） / - / - / -
- 所属：東京ヴェルディ1969
- ポジション：GK

通称「クモ男（スパイダーマン）」。
「シュートコースに蜘蛛の巣を張り、どんなシュートもキャッチしてしまう男」と呼ばれる。その名の通り初登場時の全日本との変則マッチでは新田の隼シュートを難なく止めるなど、大活躍を見せる。しかしその後の全日本離脱組との試合において日向の雷獣シュートに反応すらできず、一転して「こんなシュート取れないよ」と弱気になり、30分ハーフの前半途中だけで10失点を喫する。
【GOLDEN-23】ではオリンピック日本代表候補に選ばれたが、若島津、森崎、中西にその座を奪われた。

##### 元メンバー
古川 洸太郎（ふるかわ こうたろう）
声 - 阿部敦（アプリ版） / - / - / -
- 所属：城星高校 - フットサル日本代表
- ポジション：MF

サッカーのユース代表よりもフットサルを選択したため、風見と共にRJ11を脱退する。
フットサルWCの出場選手だったが、サッカーへの未練があることを吉良に見抜かれ、サッカーのオリンピック日本代表に抜擢された。
風見 信之介（かざみ しんのすけ）
声 - 福島潤（アプリ版） / - / - / -
- 所属：城星高校 - フットサル日本代表
- ポジション：MF

古川と同じく元フットサル選手。古川とのコンビで黄金世代を翻弄した。古川と共に高校時代、東京代表で全国大会に出場経験がある。
曽我 佑二（そが ゆうじ）
声 - 伊藤健太郎（アプリ版） / - / - / -
- 所属：五郷工業 - バスコ・ダ・ガマ
- ポジション：DF

元はFWでヘディング以外なんの取り柄もない選手だったが、ブラジルに渡ってからは持ち前の高さとフィジカルでDFとしての能力を開花させる。賀茂を慕ってはいるが、彼がブラジルに来た際はオリンピック日本代表への招集は断った。しかし、オリンピック・アジア予選突破後のギリシャ戦に参戦。いくら踏まれてもへこたれない性格から、賀茂からは「雑草男」と呼ばれる。
井川 岳人（いがわ がくと）
声 - 杉田智和（アプリ版） / - / - / -
- 所属：ボラノスFC
- ポジション：DF

火野に匹敵するパワー、弓倉・風見・古川に匹敵するテクニック、曽我に負けない高さを持ち、練習ではGKまでこなすオールラウンドプレーヤー。RJ11のメンバーからは「あいつは天才」と呼ばれていた。しかし奔放な性格で、付き合っていた外国人の彼女に子供ができるとすぐにRJ11を離脱。彼女の故郷であるアルゼンチンに移住して働いていたが、彼女は娘のリサを出産後に他界。天才ゆえの精神的な弱さを抱えており、RJ11からの離脱にはそういった部分も隠されている。
賀茂の熱意に負け、オリンピック日本代表に加入。チーム事情から代表ではセンターバックを務め、高さを生かしたクリアを決める一方で、オーバラップからのゴールも度々ある。デビューとなるパラグアイ戦では緊張のあまりミスをするが、合宿中に対立していた早田の叱咤激励により立ち直った。
作中唯一の日本人子連れプレーヤーとして注目を浴びている。日本代表キャプテン井川隼人の実弟。

#### Jリーガー
中山 雅史（なかやま まさし）
- 所属：ジュビロ磐田
- ポジション：FW

実在選手。石崎と浦辺を弟分のようにかわいがって(？)おり、彼らの確実な能力アップに感心している模様。
井川 隼人（いがわ はやと）
声 - 小山剛志（アプリ版） / - / - / -
- 所属：浦和レッドダイヤモンズ
- ポジション：DF

現役日本代表キャプテン。数々の輝かしい受賞歴を誇るアジアNo.1DFであるが、黄金世代との代表枠獲得競争に必死である。気配を消して忍び寄るディフェンスと足音をたてて威圧するディフェンスが得意技。
家族は母、妻の紀子、娘のしょう子（小2）。

#### その他
青葉春助
メモリーズに登場する青葉弥生の5年上の兄。
葛飾区内の中学にはサッカー部がないので墨田区の秀明学館中学に通う。
サッカー部主将で、妹の紹介で来た大空翼を練習に参加させる。練習試合も出場させる

## 選手（海外）

### アジア

#### タイ
シンプラサート・ブンナーク
声 - 小野友樹（アプリ版） / 高木渉 / - / 小林親弘（ZERO・RONC）
- 所属：A・マドリッド
- ポジション：DF 誕生日：10月17日 血液型：B型

タイユース代表キャプテン。リベロ。リングよりコートが広いという理由でムエタイからサッカーに転身した変り種。相手チームのエースをマークし、時には前線に上がって強烈なシュートを放つなど攻守に渡ってチームに貢献。持ち前のフィジカルで接触プレイでは抜群の強さを見せ、一時は翼を気絶させるほどに強力な蹴りを放つなど全日本を苦しめた。敗戦が相当ショックだったらしく帰国時まで泣き続けていた。
現在はスペインリーグに参戦しているが、バルサ戦には出場していなかった。オリンピック予選ではタイ代表として日本と対戦も、ユース時とは違う日本の強さに驚愕していた。
ファーラン・コンサワット
声 - 伊東健人（アプリ版） / 柏倉つとむ / - / 高梨謙吾（ZERO）
- ポジション：MF 誕生日：2月8日 血液型：B型

タイユース代表。コンサワット兄弟の長男。父親の意に反してセパタクローからサッカーに転向。タイの攻撃の起点となり、セパタクローの技を生かしたコンビプレイで活躍し、特に3点目を決める際には、「シザーズスパイク」という妙技を決めている。日本戦では3兄弟による「トリプルオーバーヘッド」を見せるが、若林に阻止されゴールとはならなかった。
サークーン・コンサワット
声 - 佐々木啓夫（アプリ版） / 増谷康紀 / - / 神尾晋一郎（ZERO）
- ポジション：FW 誕生日：2月22日 血液型：A型

タイユース代表。コンサワット兄弟の次男。巨漢。
チャナ・コンサワット
声 - 山谷祥生（アプリ版） / 沼田祐介 / - / 佐藤元（ZERO）
- ポジション：FW 誕生日：9月1日 血液型：O型

タイユース代表。コンサワット兄弟の三男。アクロバットプレイを得意とする。

#### ウズベキスタン
ザンギエフ
声 - 拝真之介（アプリ版） / - / - / -
- ポジション：MF 誕生日：12月7日 血液型：O型

ウズベキスタンユース代表キャプテン。アジアユースの初戦の日本戦の開始早々、翼とボールを奪い合い足を負傷、その後精彩を欠き、ウズベキスタンは大敗した。
それほど注目された選手では無いが、【25th ANNIVERSARY 編】世界選抜に選出された。

#### サウジアラビア
マーク・オワイラン
声 - 細谷佳正（アプリ版） / - / 川原慶久（ゲーム版）/ 新垣樽助（ZERO・RONC）
- ポジション：DF 誕生日：8月8日 血液型：O型

サウジアラビアユース代表キャプテン。リベロ。本物の王子様で、王家の血を引くオワイラン家の生まれで「砂漠の王子」の異名を誇る。日本戦開始当初は、翼と岬の黄金コンビプレイをカット、早田と三杉を抜き去り、若林のはじくボールコースを読んでオーバーヘッドを決めるというスーパープレイを見せた。アジア予選では、他のポジションのベストプレイヤーが全て日本勢で占められた中、三杉らを抑えDF部門で選出された。
【GOLDEN-23】のオリンピック・アジア予選で日本と再戦。0対2で敗れ本選出場への可能性は無くなったものの、自らの誇りと名誉のために消化試合となるオーストラリア戦でも全力で戦うことを岬に約束。試合終了間際に意地の同点ゴールを決めオーストラリアと引き分ける。結果的にそれが、日本のオリンピック出場への望みをつないだ。
バルカン
声 - 川原慶久（アプリ版） / - / - / 後藤ヒロキ（ZERO）
- ポジション：FW 誕生日：10月3日 血液型：O型

サウジアラビアユースの隠し玉。DFもこなせる。身長2m10cm、体重120kgという巨大な体格で、ランプの魔神にあしらって「魔神バルカン」と呼ばれる。鳴り物入りで途中出場し、頭と右脚と左脚で最低3本はシュートを決めると言っていたが、雷獣シュートで吹き飛ばされた上に、結局一点も取れず「うそつき魔神になっちゃうよォ」と泣き出す。しかし続く中国、韓国戦ではそれなりに活躍した。
ディアイエ
- ポジション：GK 誕生日：5月20日 血液型：O型

サウジアラビアユースのGK。反則覚悟の豪快なプレイもこなせる。オワイランとの意思疎通は抜群。

#### 中国
肖 俊光（しょう しゅんこう）
声 - 前野智昭（アプリ版） / - / 鈴木淳 / 増田俊樹（ZERO・RONC）
- 所属：バイエルン・ミュンヘン
- ポジション：MF 誕生日：5月18日 血液型：O型

中国ユース代表で、ナショナルチーム代表にも選ばれる存在。垢抜けた性格だが、かなり油断のならない選手で、長身であるにもかかわらず動きはかなり機敏。一度付いた相手からは離れず、加えてボールへの反応も断トツ的に速い。得意技は相手のシュートを蹴り返し威力を倍化させて相手ゴールを狙う「反動蹴速迅砲」。蹴り返したシュートが強力であると、ボールは龍へと変貌する。韓国の車仁天との激突では、大きな龍を目の当たりにできた代償に右足を負傷、長き治療の日々を送ることに。全日本戦では日向の「雷獣シュート」を蹴り返し、若林からペナルティエリアの外からゴールを奪うことに成功するが、翼のフライングドライブシュート、日向の雷獣シュートに2度反動蹴速迅砲を使った代償は重く、再び足を負傷して、戦線を離脱した。若林が試合でペナルティエリア外からゴールを奪われたのはこれが初めてであったらしい。
【ROAD TO 2002】ではレヴィンと共にバイエルンに所属する。レヴィンの「レヴィンシュート」を肖の「反動蹴速迅砲」で倍化させたパスをシュナイダーに回し、それを「ファイヤーショット」でゴールに放つ3人の合体技「龍の咆哮」を披露した。
【25th ANNIVERSARY】ではDFを務めた。
バンダイ版「RISE OF NEW CHAMPIONS」ではDLC第3弾の追加キャラクターとして登場する。「反動蹴速迅砲」はブロック技として持つ。また、シュート技として針を突き刺すかのように鋭くまっすぐ飛ぶ「ニードルシュート」を持つ。
飛 翔（ひ しょう）
声 - 逢坂良太（アプリ版） / - / - / 猪股慧士（ZERO）
- ポジション：FW 誕生日：10月21日 血液型：O型

中国ユース代表のセンターフォワード。2メートルを超える長身であり、あだ名は「怪鳥」。
その身長を生かした多種多彩なヘディングを武器とする。ユース選抜試験の頃は弱気な性格だった。
王 忠明（おう ちゅうめい）
声 - 酒井広大（アプリ版） / - / - / 永塚拓馬（ZERO）
- ポジション：FW 誕生日：9月8日 血液型：B型

中国ユース代表のサイドアタッカー。正確無比なセンタリングを飛翔の元に送る存在。飛翔とは幼馴染。
ユース選抜試験やUAE戦ではMFを務めた。
呉 俊仁（ご しゅんじん）
声 - 山下大輝（アプリ版） / - / - / 熊谷健太郎（ZERO）
- ポジション：MF 誕生日：9月15日 血液型：A型

中国ユース代表キャプテンでゲームメイカー。王に的確なスルーパスを送るのが仕事。
呉→王→飛と繋ぐのが中国ユースの得点パターンである。
UAE戦ではDFを務めた。

#### 韓国
李 龍雲（イ ヨンウン）
声 - 茂木たかまさ（アプリ版） / - / - / 笠間淳（ZERO）
- 所属：シュトゥットガルト
- ポジション：FW 誕生日：11月18日 血液型：B型

韓国ユース代表キャプテン。ブンデスリーガにも参戦している。アジア予選では抜群のテクニックを披露するが、ワールドユース本戦では全く描かれず。
車 仁天（チャ インチョン）
声 - 拝真之介（アプリ版） / - / - / 広瀬淳（ZERO）
- 所属：ボルシアMG
- ポジション：FW 誕生日：9月10日 血液型：O型

韓国ユース代表。李とツートップを組んでいたが、肖俊光との激突で負傷、アジア予選では満足のいくプレイができなかった。李と同じくブンデスリーガにも参戦しているが、李とは対照的にパワープレイを得意とする。

#### オーストラリア
マーク・ドゥビガ
- 所属：ニューキャッスル
- ポジション：FW

オーストラリア代表プレミア三銃士。
ハリー・コンウェル
- 所属：リバプール
- ポジション：MF

オーストラリア代表プレミア三銃士。
ティム・シューケル
- 所属：エバートン
- ポジション：MF

オーストラリア代表プレミア三銃士。

### アフリカ

#### ナイジェリア
J・J・オチャド
声 - 島﨑信長（アプリ版） / - / - / -
- 所属：パリSG
- ポジション：MF

ナイジェリアU-22代表キャプテン。ナイジェリアの司令塔。ワールドユース大会時に脚を負傷した岬の代わりにパリSGに加入した経緯があり、岬をライバル視している。背番号はパリSG11・代表10。やや熱くなる傾向がある。
得意技は「無回転シュート」。
ボバング
声 - 谷口淳志（アプリ版） / - / - / -
- 所属：FCアルベーゼ
- ポジション：FW、MF

ナイジェリアユース代表。地元の老人・バルボが宝くじで得た大金をアルベーゼに寄付したため、獲得することができた初の外国人選手。葵がFCアルベーゼへの移籍による引越しの際、初めに出会った人物。アフリカ系特有の驚異的な身体能力が武器。全てのポジションをこなせるユーティリティプレイヤーで、代表ではボランチを務める。背番号は22。
タヌー
- ポジション：FW

ナイジェリアU-22代表。長身のストライカーでナイジェリアの”得点マシーン"。
ジャックス
- 所属：リスボン
- ポジション：FW

ナイジェリアU-22代表。スピードにのったプレイが得意なナイジェリア2トップの一角。スキンヘッド。またファウルを誘うトリックプレーも得意。

### 北中米

#### メキシコ
リカルド・エスパダス
声 - 寺島拓篤（アプリ版） / - / 近藤孝行（ゲーム版） / 檜山修之（RONC）
- 所属：エバートン
- ポジション：GK・FW 誕生日：9月15日 血液型：O型

メキシコユース代表キャプテン。「ミラクルキーパー」と呼ばれ、若島津をも超える超攻撃的GK。後半にユニフォームを着替えるパフォーマンスを披露、黒いユニフォームは守備に徹し、白いユニフォームはより攻撃的なプレイを見せる。
オーバーラップをすることも多く、チームのアシスト王でもある。ドリブルやスタミナはフィールド選手以上である。また、打ったシュートを逆のつま先にあててシュートコースを変える「トリックシュート」など巧みな足技を持ち、全日本ユース戦ではこの技で先制点を奪った。貧しい環境で育ち、日本に敵愾心を持っていたが、脇腹から流血しながらもスーパープレイを敢行した翼を見て、サッカーを純粋に楽しむ気持ちを思い出した。
オリンピック代表チームに選ばれる。攻撃的なプレイの他、広い視野視野で的確なコーチングが武器。決勝トーナメントではFWで先発出場しスペイン相手に2ゴールとり、途中からGKに入るも後半だけでミカエルから6失点を喫す。
「THE RISE OF NEW CHAMPIONS」では、追加コンテンツ第１段として登場。メキシコジュニアユースのキャプテンとして参加している。
ロペス
声 - 小林裕介（アプリ版） / - / - / -
- ポジション：FW 誕生日：1月7日 血液型：A型

メキシコユース代表。10番。「アステカ太陽の五戦士」の一人。ルチャ殺法と言われる、立花兄弟に勝る空中サッカーを展開する。
ワールドユース終了後、ルチャリブレの道に進む。オリンピック本線直前の練習で倒れた翼の元に、アルベスとガルシアと共に見舞った。
スアレス
声 - 白井悠介（アプリ版） / - / - / -
- ポジション：MF 誕生日：12月1日 血液型：B型

メキシコユース代表。11番。「アステカ太陽の五戦士」の一人。
オリンピック代表チームに選ばれる。日本代表との親善試合ではサラゴサとのツインシュートを披露するも、若林に防がれる。
アルベス
声 - 野上翔（アプリ版） / - / - / -
- ポジション：FW 誕生日：4月5日 血液型：O型

メキシコユース代表。9番。「アステカ太陽の五戦士」の一人。
ワールドユース終了後、ルチャリブレの道に進む。
サラゴサ
声 - 高塚智人（アプリ版） / - / - / -
- ポジション：MF 誕生日：3月20日 血液型：O型

メキシコユース代表。7番。「アステカ太陽の五戦士」の一人。
オリンピック代表チームに選ばれる。
ガルシア
声 - 林大地（アプリ版） / - / - / -
- ポジション：MF 誕生日：8月10日 血液型：O型

メキシコユース代表。「アステカ太陽の五戦士」の一人。巨漢だが、身長は183cm。その大きな背中を活かし、他の4人の踏み台になっていた。ルチャ殺法だけではなく、チームNo.1のキック力を生かした「ビッグ・バンシュート」を使う。これは翼と岬のツインシュートよりも威力が強く、ブレが激しい。
ルチャ殺法を立花兄弟に封じられ、味方の踏み台になっていた背中の痛みに限界を感じると、立花兄弟を故意に負傷させ退場処分となった。その際、彼本人はサッカーよりもルチャリブレをやりたかったらしく、サッカーへの置き土産であることを述べている。

#### アメリカ合衆国
シルベスター・ルーク
声 - 小杉十郎太 / - / - / -
- ポジション：FW

劇場版『世界大決戦!! Jr.ワールドカップ』に登場。パワープレイを信条とするアメリカ代表のキャプテン。

### 南米

#### ウルグアイ
ラモン・ビクトリーノ
声 - 山寺宏一（劇場版）、子安武人（OVA版）、鳥海浩輔（アプリ版） / - / - / 山下誠一郎
- 所属：ブレーメン
- テクモ版：モンテビデオ (IV)
- ポジション：FW 誕生日：10月28日 血液型：O型

ウルグアイ代表で「南米の黒豹」の異名を持つ、100mを10秒台で走る俊足FW。
【ジュニアユース編】では初戦のベルギー戦でハットトリックを達成、第2戦のスペイン戦でも決勝点を挙げる活躍を見せ、チームを決勝トーナメントに導く。準決勝の西ドイツ戦では開始早々先制点を奪うも、途中出場したGKミューラーに自分の実力が通用せずショックを受け、その後は精彩を欠く。チームは結局西ドイツに1-6で惨敗した。
【ワールドユース編】ではブラジルとの親善試合で10-0という屈辱的な完敗を喫する。この時の監督だったルベンスを「選手を見る目が無い。火野を選ばないで腰抜け共を選んでいる。」と批判している。その後、マチルダ尽之介新監督の猛特訓により前監督が人選した中で唯一残った人物。ワールドユース本大会ではキャプテンを務め、火野とツートップを組む。日本との対戦では若島津から2点を奪い、メキシコ戦でも火野と共にエスパダスからゴールを奪うなど決勝トーナメント進出に貢献した。しかしブラジル戦ではリベロのアルベルトに強烈なタックルで吹き飛ばされるなど、6-0と親善試合よりスコアは接近したものの雪辱は果たせず、チームは敗北。
【ROAD TO 2002】ではブレーメンに所属。シェスター、マーガスと共に対ハンブルガーSV戦で若林に勝負を挑んだが、牙城を崩すことはできなかった。
スピードを生かしたダイビングボレーシュートがあるがトラップしてからのシュートを多用しているため、日向からはノートラップでシュートしないと若林からゴールは奪えないと指摘される。
劇場版『世界大決戦!! Jr.ワールドカップ』に原作に先行する形で南米選抜チームのFWとして登場、ヨーロッパ選抜チーム相手に2点を奪う活躍を見せた。
テクモ版では「II」より「オーバーヘッドキック」が使用可能。また「III」、「IV」ではゲームオリジナルキャラクターのダ・シルバとのコンビ技「パンサーストリーム」もある。
その他ゲーム版「RISE OF NEW CHAMPIONS」ではパワーとトップスピードを兼ね備えた「パンサーシュート」を必殺技に持つ。
火野 竜馬（ひの りょうま）
声 - 置鮎龍太郎（アプリ版） / 小野坂昌也 / 植木誠（ゲーム版） / 古田一紀（ZERO・RONC）
- 所属：モンテビデオ - リーベルプレート
- ポジション：FW 誕生日：9月16日 血液型：O型

ウルグアイユース代表の日系ウルグアイ人（祖父、両親は日本人）。ウルグアイ生まれのウルグアイ育ちだが、日本語も堪能。試合では「リョーマ・ヒノ」とアナウンスされる。
【ワールドユース編】ではモンテビデオユースに所属し「ジャパニーズボンバー」の異名を誇る。ウルグアイ代表には選ばれず、失意のさなか賀茂に誘われ、リアル・ジャパン・7の一員として来日した。「ドラゴンシュート」を駆使して日向と竜虎なるストライカー争いをした。身体能力も高く、シュート以外にもドリブルやポストプレイも得意。また、時には南米仕込みの華麗なドリブルを見せるテクニックに対応。
後にウルグアイ代表としてワールドユースに参戦。ビクトリーノと大会最強ツートップを形成する。日向ら合宿離脱組との再戦後に井手から受けた「シュート時に身体が開く為に腰の回転がボールに伝わらない」という助言から、シュート前に左脚を軸に回転することで弱点を克服した「トルネードシュート」を習得した。また雷獣シュートには通常不可能な浮き球に対し「ジャンピングトルネードシュート」を放つことが可能。これらの技とビクトリーノとのコンビネーションで日本を苦しめた。しかし決勝トーナメントのブラジル戦では「トルネードシュート」がサリナスに通じず、チームは敗北。
【ROAD TO 2002】では恩師のマチルダから彼が監督に就任したセリエC1レッジアーナに誘われるも、AではなくCだからという理由で断り、アルゼンチンリーグに参加。チームのストライカーとして頭角を現している。
バンダイ版「RISE OF NEW CHAMPIONS」にてDLC第2弾の追加キャラクターとして登場。「ドラゴンシュート」とその強化版「ハイドラゴンショット」を必殺技に持つ。Jr.ユースの時期のためトルネードシュートは未習得である。
ダニエル
- ポジション：DF 誕生日：7月22日 血液型：A型

ウルグアイJr.ユース代表。【ジュニアユース編】の西ドイツ戦でビクトリーノの先制点をアシストした。

#### アルゼンチン
ファン・ディアス
声 - 大山尚雄（劇場版）、菊池正美（カセットブック）、草尾毅（OVA版）、宮野真守（アプリ版） / - / 大畑伸太郎 / 松岡禎丞
アルゼンチンを代表する司令塔。詳細は「ファン・ディアス」を参照。
アラン・パスカル
声 - 菊池正美、佐々木望（カセットブック） / - / 和田サトシ / 山下大輝
- テクモ版：アルヘンチノス (IV)
- ポジション：FW 誕生日：10月25日 血液型：O型

アルゼンチンユース代表。ディアスとは幼い頃からコンビを組み、ディアスの計らいから同じチームに所属する。
主にディアスのサポート役だが、【ジュニアユース編】では翼との「天才同士」の争いをしたディアスの本気のプレーにはついていけず、前半終盤ではディアスからのワンツーをカットされる。
【ライジングサン】では、日本代表を研究し、葵の直角フェイントを模倣した。
ガブリエル・ガルバン
声 - 佐々木啓夫（アプリ版） / - / - / 阿座上洋平（ZERO・RONC）
- ポジション：DF 誕生日：4月18日 血液型：O型

巨漢でパワーディフェンスを得意とする。
【ジュニアユース編】では次藤と互角のパワー勝負を繰り広げた。また、サッカーにはおおよそ関係なさそうな「ジャンピングラリアート」をゴールポストにぶつけ、若島津の三角飛びディフェンスを封じた。
【ライジングサン】では、日向の雷獣シュートを研究して編み出した「ガルバン砲」を放つが、若林にあっさりキャッチされる。
テクモ版でもトップクラスのディフェンス能力を持ち、「パワー」系ディフェンス技と「強引なドリブル」を技に持つ。

#### ブラジル
ナトゥレーザ
声 - 梶裕貴（アプリ版） / - / - / 中村悠一（ZERO）
ブラジルを代表する天才的プレイヤー。詳細は「ナトゥレーザ」を参照。
カルロス・サンターナ
声 - 井上和彦（劇場版）、吉野裕行（アプリ版） / 関智一 / 西村仁、亀井芳子（少年） / 石川界人（ZERO・RONC）
ブラジルを代表するエースストライカー。詳細は「カルロス・サンターナ」を参照。
レオ
声 - 西山宏太朗（アプリ版） / - / 谷山紀章 / 田丸篤志（ZERO・RONC）
- 所属：バーラFC - CRフラメンゴ - 鹿島アントラーズ
- ポジション：FW 誕生日：8月3日 血液型：B型

ブラジルユース代表。幼い頃からのサンターナの盟友。理知的な性格でフラメンゴ時代、唯我独尊でチームメイトからも批判されていたサンターナをフォローした唯一の人物。
【ROAD TO 2002】ではペペとともに鹿島アントラーズに入団。
【ライジングサン】オリンピック代表に選出。リバウール不在時にはトップ下を務める。
ペペ
声 - 岩端卓也（アプリ版） / - / 近藤隆、増田ゆき（少年） / 下野紘（RONC）
- 所属：サンパウロFC - 鹿島アントラーズ
- ポジション：FW 誕生日：8月8日 血液型：O型

ブラジルユース代表。カンボグランデ出身。サンパウロ入団試験で翼が出会った少年で、彼の才能は翼によって見出されたといっても過言ではない。当初は裕福な東洋人である事で翼を快く思って居なかったが、ドリブルしている翼に全力疾走でも追いつけなかった上に、ドンピシャのパスを貰うなどに驚愕し、靴の左がボロボロであることで左利きであることまで見抜かれて以降は一目置いている。この入団試験で貧富の差や国籍は関係ない事を教わったと語る。のちにユースチームのキャプテン、さらにブラジルユース代表に選出されている。日本記者にロベルト本郷から直々に紹介され、大空との出会いを語る。サンパウロの寮では翼と同室で日本語を習っていたので挨拶程度はできる他、コンビを組んでいた。早苗が翼を訪ねてサンパウロに押し掛けた時は、デート中のカメラマンをしていた。
【ROAD TO 2002】サンパウロの10番を貰うと言っていたが、トップチームに昇格したものの、翼を慕って、レオと共に日本行きを決め、鹿島アントラーズに入団。
【ライジングサン】オリンピック代表に、サンターナ・ナトゥレーザに次ぐ第3のFWとして選出。ミューラーから最初に得点を奪うなどの活躍を見せ、ロベルト本郷を喜ばせている。レオとはシルバーコンビと称しており、ツインシュートを放つ。
バンダイ版「RISE OF NEW CHAMPIONS」ではDLC第3弾の追加キャラとして登場。得意の左足で強力なシュートを放つ「ワイルドシュート」、浮き球に飛び込んで頭で押し込みシュートを放つ「アグレッシブヘッド」を必殺技に持つ。
アルベルト
声 - 後藤ヒロキ（アプリ版） / - / - / 日野聡（RONC）
- ポジション：DF 誕生日：8月30日 血液型：O型

ブラジルユース代表キャプテン。パワープレイを得意とし、ビクトリーノをタックルで吹っ飛ばした。
サリナス
声 - 鈴村健一（アプリ版） / - / - / 大野智敬（ZERO）
- ポジション：GK 誕生日：3月10日 血液型：O型

ブラジルユース代表。「天才キーパー」と呼ばれ「トルネードシュート」「雷獣シュート」を全て止める天才ぶりを披露した。しかし決勝戦の日本との後半戦で急速にその鉄壁さが薄れ、終いには翼の普通のオーバーヘッドにさえも全く反応できずにゴールを決められ、3点を許す。
【ライジングサン】ではブラジル代表に選出されるものの、予選のドイツ戦でシュナイダー1人に4失点を喫する。
フェルナンド・コーサス・“リバウール”・ドゥトラ
声 - 子安武人（アプリ版） / - / 高橋広樹 / -
- 所属：FCバルセロナ
- ポジション：MF

ブラジル代表キャプテンでバルセロナ不動のトップ下の10番。通称「バルサの鷹」。翼さえも歯が立たない世界最高峰のスーパープレイヤーであり、バロンドールを2度受賞したことがあり、多数のタイトルも獲得しているが、唯一五輪優勝だけは未獲得である。私生活では家族想いの温厚な人物であるが、ピッチに立つとキラーリバウールの異名を持ち、チームの勝利のためなら反則ギリギリのラフプレーで対戦相手を傷付けることに何のためらいも持たず容赦がない。「サッカーはボールを使った格闘技」という強い信念を有している。
得意技は「ハイジャンピングボレー 」「ゴールデンホークショット」「リバウールターン」「サブマリンディフェンス」「スカイホークシュート」「肘打ち」。モデルはリバウド。リバウールが初登場でゴールを決めるオーバーヘッド「ハイジャンピングボレー」は、リバウドが2000-2001リーガ最終節のバレンシアCF戦で決めた3点目のゴールと同じである。
二子の父親で長男の名前はエウエル。リバウールはファンサールと懇意にある。腰に古傷を負っており、しばしば再発する。
【GOLDEN-23】では持病の腰痛の悪化により長期離脱するが、その後懸命にリハビリを重ね、試合に出られるほどまでに回復している。
現役生活はバルセロナで終えるつもりで、ナトレーザに移籍を持ちかけられた時は「何億積まれても移籍しない」と返している。
ラドゥンガ
声 - 新垣樽助（アプリ版） / - / - / -
- 所属：サンパウロFC - デポルティーボ
- ポジション：MF

ブラジル代表。別名「闘将ラドゥンガ」。サンパウロ時代の翼の良き先輩で、リバウール同様に翼が太刀打ちできる相手ではなかったが、ロベルト本郷に「ブラジル流のトレーニングに潰れなければ大化けする」と言っている他、当時は「ヘタクソジャポネーゼ」と呼んでいた。大空にとっては第二の師匠とも言える存在で、渡米後の大空にプロのイロハや心構えを叩き込んだ人物。スペインダービーを前に重圧で苦しむ翼を激励に来たりと気が回る人物。酒は全く飲めず、ガラナジュースを好物とする。勝利の暁にはチームメイトにセルベージャ(ブラジルの地ビール)を振舞うが、翼が未成年だったため、翼とガラナで祝杯を挙げている他、炭酸飲料は思い切り振ってから渡すことが多い。オヤジギャグを好む一面がある。
マルコス・アウミージャ
声 - 間島淳司（アプリ版） / - / 加瀬康之 / -
- 所属：FCバルセロナ
- ポジション：DF

ブラジル代表。反則ギリギリのプレイを得意とする。得意技は「2段タックル」。
妻子持ちで、息子はファビオ。
ロベルト・カロルス
声 - 笠間淳（アプリ版） / - / - / -
- 所属：R・マドリッド
- ポジション：DF

ブラジル代表。愛称ロベカロ。似た環境で育ったナトゥレーザと馬が合う。スペインダービーでは得意のフリーキックで得点する。独特のステップからのフリーキックシュートは破壊力があるので殺人シュートとも言われている。【ライジングサン】ではOA枠として五輪代表に選ばれる。
ゴンザレス
声 - 山口健 / - / - / -
- ポジション：GK

劇場版『世界大決戦!! Jr.ワールドカップ』に登場する南米No.1キーパー。巨漢で、日向のタイガーショットを真正面から受け止める実力を持つ。
サントス
「キャプテン翼の必勝!サッカー」にて外国選抜のキャプテンとして登場。監督を務めたロベルト曰く、テクニックとサッカーセンスは素晴らしいとのこと。
肘を使ったラフプレイで精神的優位を誘ったが、翼・若林に通用せず唖然としていた。立ち足でリフティングをする「サントスフェイント」を得意とし、これを使って翼を抜き去り若林からゴールを奪った。

#### サルバディ
エイブ・レオン
- 所属：RED STORM
- ポジション：MF

舞台版のオリジナルキャラクター。背番号25。RED STORMのキャプテンを務める。
南米に位置する地図にも載っていない国・サルバディ出身。サッカーに似た国技「ジャベイラ」で強靭な身体を作り上げる。
ノエル・ポポロ
- 所属：RED STORM
- ポジション：MF

舞台版のオリジナルキャラクター。背番号18。
レオンとは同郷のサルバディ出身で幼馴染。内気な性格だが、試合中はジャベイラ培ったパワープレイも見せる。

### ヨーロッパ

#### ドイツ（西ドイツ）
カール・ハインツ・シュナイダー
声 - 堀川亮（TV版）、難波圭一（劇場版・OVA版）、櫻井孝宏（アプリ版） / - / 下崎紘史 / 福山潤
「皇帝」と称される、ドイツを代表するエースストライカー。詳細は「カール・ハインツ・シュナイダー」を参照。
ヘルマン・カルツ
声 - 大塚芳忠 / - / 近藤隆 / 三宅健太
- 所属：ハンブルガーSV（アニメ第3作はグリュンバルド）
- テクモ版：ハンブルガーSV (II) - マンチェスター (III) - ハンブルガーSV (V)
- ポジション：MF 誕生日：3月24日 血液型：O型

ボランチであるがハンブルグではシュナイダーが抜けたために司令塔も担っている。ドイツユース代表で後にフル代表にも選ばれる。異名は「仕事師」。若林、シュナイダーと共にハンブルガーユース時代から活躍。一見ポパイのような顔で常に楊枝をくわえている。ドイツ人なのにいぶし銀と呼ばれ、同世代の2人よりも年上に見えるため、アナウンサーらから「若年寄」とも言われている（発言も「おぬし、やるのぉ」など、オヤジ臭い）。マーク相手に密着して離れない「ハリネズミディフェンス」が得意。普段の試合は手を抜いているような素振りを見せるが、楊枝を吐き捨てた時は本気を出す。しかし本気を出すことは滅多に無く、ジュニアユース決勝の全日本戦まで、シュナイダーや若林でさえ楊枝を吐き捨てるところを見たことがなかった。さらに、本気を出したときは「ハリネズミドリブル」で沢田タケシを吹っ飛ばしている。
【ROAD TO 2002】では元同僚のシュナイダーの態度に激怒、彼の脚を蹴っ飛ばしてしまい一発退場。その後シュナイダーとは和解するが、3試合出場停止という重い処分が下されてしまう。
【25th ANNIVERSARY】ではDFで出場。
若林とはハンブルグの下部組織時代から苦楽を共にした竹馬の友であり、ジュニアユース時代も「若林がドイツ代表（帰化）になってくれればなあ」とこぼしており、誰よりも若林の実力を買っている。シュナイダーがバイエルンに移籍したため、トップチーム昇格後も若林との絆は一層深まっている。全日本との初対戦時も若林が「全日本の実力を見たいからシュートもフリーに打たせて構わない」という頼みことも、「若林の言う通りにしてやろう、先制されたら倍返しすれば良い」と真っ先に賛同している。
得意技はロビングシュート。ジュニアユース編の決勝戦で披露し、若林に不意を突かせたが、惜しくも若林が被っていた帽子でボールを叩き落とされてゴールを奪えなかった。テクモ版でも「V」で使用可能。
テクモ版では「II」より「ハリネズミドリブル」をドリブル技として使用、原作同様素早い動きとパワーで向かってきた相手を吹っ飛ばす。「II」では若林と同じハンブルガーSVに所属していたが、「III」では歴史あるイギリスのサッカーを学ぶため、マンチェスターに移籍し、ヨークシャー戦で松山と対決する。「V」では再びハンブルガーSVに戻り若林と共闘した。
バンダイ版「RISE OF NEW CHAMPIONS」では「ハリネズミシュート」「ハリネズミチャージ」などハリネズミの名前を冠する技を習得している。
タイガーボランは影のキャプテンと評しており、彼にアドバイスを送っているほか、日向の鍛え方を伝授している。
フランツ・シェスター
声 - 山口勝平、堀川亮（カセットブック）、勝杏里（PS2版）、水島大宙（アプリ版） / - / 荻原秀樹 / 榎木淳弥
- 所属：ブレーメン（アニメ第3作はローランド）
- テクモ版：モンマルトル (III) - ブレーメン (V)
- ポジション：MF 誕生日：9月6日 血液型：B型

ドイツユース代表の司令塔。非常にハンサムな顔立ちをしたプレイヤー。華麗なテクニシャンタイプ。
【ジュニアユース編】では登場時は全日本（翼、岬、若林、若島津抜き）が手も足も出ないほどのプレイを見せた選手であった。しかし決勝の全日本戦では若林の提供したデータなどにより、翼や岬に常に中盤をおさえられていた。それでもスーパープレイを幾度と見せ、シュナイダーにボールを回した。人を見る目も確かで全日本との初対面時、翼がチームの中心人物（=キャプテン）であることを見抜いた。彼がボールを持つ度に女性ファンから黄色い声援が飛ぶのはお決まりとなっている。
【ROAD TO 2002】ではビクトリーノ、マーガスと共に対ハンブルガーSV戦で若林に勝負を挑んだが、牙城を崩すことはできなかった。
テクモ版「III」ではフランスに渡り、シャンペンサッカーと呼ばれるフランスの個人技を学び、パスカット技「スパイラルパスカット」を習得した。シャンゼリゼ戦では岬やナポレオンと激闘を繰り広げる。
バンダイ版「RISE OF NEW CHAMPIONS」では、ドイツ国内クラブジュニアユース決勝で彼が率いるブレーメンが、コルネリアス・ハイネ率いるドレスデンに敗れて優勝を逃し、ドイツ代表の中盤の座をもハイネに奪われてしまったために、当初はハイネを憎み嫌っていた。だが、ハイネのケガのリハビリに一生懸命に取り組む様子や、サッカーに対する情熱心が揺れ動き、やがてハイネの存在を認めるようになる。ハイネが中盤を任されている間はカルツとダブルボランチを組み、守備に努めている。
マンフレート・マーガス
声 - 堀川亮、菊池幸利（アプリ版） / - / 伊藤健太郎 / 江口拓也
- 所属：ブレーメン（アニメ第3作はローランド）
- テクモ版：ブレーメン (V)
- ポジション：FW 誕生日：4月19日 血液型：B型

ドイツユース代表。シュナイダーとツートップを組む「ドイツの核弾頭」。異名の通り190cmの長身（トップチーム昇格後の身長）を活かしたヘディングが得意。若林の評によれば「長身ゆえ足元不安定」だそうで、足元の技術はそれほどでもないとされていた（ジュニアユース時）。
【ジュニアユース編】ではブレーメン対全日本戦でシェスターと共に全日本（翼、岬、若林、若島津抜き）を下している。決勝の全日本戦では果敢にシュートを狙うも若林に防がれる。シュナイダーがツートップの一翼を担っているため、影が薄くなりがちであるが、シュナイダーにボールを集める流れになった時は、競り合いなどで長身を活かしシュナイダーにボールを回した。シュナイダーの対全日本戦の2得点は全てマーガスの好アシストからである。
【ROAD TO 2002】ではシェスター、ビクトリーノと共に対ハンブルガーSV戦で若林に勝負を挑んだが、牙城を崩すことはできなかった。
テクモ版「III」「IV」ではヘディング技「ブラストヘッド」が追加される。「III」では若林曰く海外研修でブレーメンを外れ、その異名に恥じぬ様ヘディングを中心とした修行を積んだとされている。
デューター・ミューラー
声 - 古田信幸、広中雅志（カセットブック）、三宅健太（アプリ版） / - / 加瀬康之 / 増元拓也（ZERO・RONC）、細谷佳正（アニメ）
- 所属：シュトゥットガルト
- テクモ版：インテル (V)
- ポジション：GK 誕生日：8月10日 血液型：O型

ドイツユース代表にして「鋼鉄の巨人」の異名を持つ幻のGK。後にフル代表にも選出される。ワンハンドキャッチを得意とし、片手で大岩をも粉砕し、純粋な握力だけでサッカーボールを握りつぶして破裂させてしまうほどのパワーの持ち主。
ジュニアユース大会の1年前、ブンデスリーガ優勝チームのシュトゥットガルトとの親善試合でアマチュアチームに参加し、何十本ものシュートを全て止めた。シュトゥットガルトの監督からその場でプロにスカウトされたが、ギュンターによる修行が終わるまでプロ入りを許されていなかったためこれを断った。この日より「幻のキーパー」伝説が生まれた。ジュニアユース大会には準決勝より参加し、全日本戦では翼と日向の合体技である「ドライブタイガーツインシュート」すらもワンハンドキャッチまでしている。彼の加入により、西ドイツの「キーパーが弱い」という弱点は完璧に克服された。巨体でありながらも横の動きも素早かったり、相手選手に「どこにシュートを撃っても取られる」という感覚を植えつけたり、至近距離でのフリーキックを与えてしまった際は「ボールが見えにくくなる」と言った理由で壁を作らない（そしてそのままセーブしてしまう）など死角がないGKとして描かれており、唯一の弱点である股の下も試合中に完璧に克服した。なお利き足は右だが、利き手は左である。スローイングは一気に敵ゴール前までボールを運び、キック力は顔面にボールを受けた翼を気絶させる威力を持つ。能力の高さゆえ対戦相手を侮るなど見下す悪い癖があり、ジュニアユース決勝ではそのことから岬にゴールを許し、師匠から激しく叱責されていた。普段は不遜な態度をとっているが、ギュンターの前ではいつも土下座している。ジュニアユース大会後、かねてよりスカウトがあったシュトゥットガルトに入団。
【ワールドユース編】では、グループリーグでレヴィンにより両腕を破壊される。ドイツユースは準決勝まで進むものの、彼の負傷が原因でドイツユースはブラジルユースに5-0という大差で敗北している。
【ROAD TO 2002】では、ブンデスリーガにおいて若林と並ぶ名GKとして活躍を見せている。若林とはヨーロッパ、また世界No.1GKの座をかけて争う形となる。日本選抜vs世界選抜の読み切りでは「鋼鉄の巨人」ではなく「キングコング」という異名をつけられていた他、「ゴリラ」と表現される時もある。
フィールドプレーヤーとしても一流のスキルを持つ。滅多に使わないが、オーバーラップも仕掛けることもある。その為、味方でも知らなかった。
ブラジル戦ではナトレーザとサンターナのフルメタルファントムをワンハンドキャッチしようとして指間裂傷を負ってもノーグローブでプレイし続けるゲルマン魂を持つ。
テクモ版でも活躍し、技を持っていないものの基本能力が高く、翼らをかなりの勢いで追いつめる。「IV」の親善大会編決勝後はライバルとして翼にドイツに行くように勧めた。「V」ではインテルに所属、フェイエノールト戦でオランダトリオにゴールを許したことで自信を喪失し、ドイツ代表監督フランツのもとで猛特訓に励む。
バンダイ版「RISE OF NEW CHAMPIONS」でも活躍を見せ、カルロス・バーラのシュートを真正面から止めている。また、あるルートでNewHeroと出会うことがあるが、その時点ではまだドイツ代表であることを明かしていなかったため、改めて代表として登場した際は、NewHeroを始め元々ドイツでも存在を知らなかった若林や見上監督も彼から事情を知り驚く様子が見られる。スーパーセービングを使えるキーパーの一人で、跳んできたボールを大岩を砕くようにキャッチする。
シュバイル・タイガーボラン
声 - 五十嵐巧巳（アプリ版） / - / - / -
- 所属：ボルシア・ドルトムント
- ポジション：MF

ドイツ代表。21歳でフル代表入りした通称「ドイツ“左の矢”」。左サイドを俊足で駆け上がりシュナイダーの2得点をアシストする。「フィールド左サイドは俺の庭」と豪語するも翼にあっさりとボールを取られる。作中では非常に少ない左利きの選手である。
Jr.ユースやワールドユースに選抜入りできなかったのは、反則が多い上にチームプレイに難があったことで、近いようで遠かった背番号23と自覚している。
カルツの助言により、日向同様の重いボールで鍛錬を積み、雷獣シュートも扱える。
ヘフナー
声 - 矢尾一樹 / - / - / -
- ポジション：GK

劇場版に登場したヨーロッパ選抜チームの正GK。ヨーロッパNo.1キーパーとの呼び声が高い。『危うし! 全日本Jr.』では若島津の三角蹴りを真似し、日向の決勝弾を防いだ。

#### フランス
エル・シド・ピエール
声 - 堀内賢雄（劇場版・カセットブック）、塩屋翼（OVA版）、神谷浩史（PS2版）、石田彰（アプリ版） / - / 鳥海浩輔 / 河西健吾
- 所属：ボルドー
- テクモ版：ボルドー (IV、V)
- ポジション：MF 誕生日：8月16日 血液型：B型

フランスユース代表で、岬の最大のライバル。MFとして高い評価を受けており、その実力から「フィールドのアーティスト」と呼ばれている。MFとしての働きのみならず、ジュニアユース大会の全日本戦で、攻撃面では3得点をあげ、守備面では翼・岬のコンビや日向のドリブル、多くのシュートを防ぐなど、オールラウンドプレイヤーとして活躍した。
【ジュニアユース編】では、国内Jr.ユース大会優勝後にセーヌユースのミッシェルから岬の噂を聞き、岬に一騎討ちを挑んだ。岬と互角の戦いを繰り広げ、以後、岬を終生のライバルと認めるようになる。予選では地元のプレッシャーでチームメイトが本来の力を発揮できない中孤軍奮闘する、ナポレオンとぶっつけ本番にもかかわらず抜群のコンビプレイを見せる、準決勝では暴走するナポレオンに激怒しながら殴って落ち着かせたる、ミスをしたチームメイトを鼓舞するなど、サッカーの実力以外にもキャプテンとしての能力の高さも見せた。この時翼から「なんてすごい男なんだ！」と評された。キーパーの手前でストンと落ちる「スライダーシュート」を持つが、ドライブシュートの応用技のため、直後に翼が真似して放った。大会中、ナポレオンとエッフェル塔を平面に見立てたパス攻撃「エッフェル攻撃」を編み出す。
【ワールドユース編】ではフランス代表のキャプテンとしてチームを率いる。ワールドユース前にはピアノ組曲「フィールドオブドリームス」を作曲中であり、「フランスのワールドユース優勝を持ってこの曲は完成する」としていたが、準々決勝でオランダ代表に敗れ、ベスト8で敗退となった。ライバルである岬が事故で欠場したことについては顔こそ変えなかったものの残念がっていた様子であった。
【25th ANNIVERSARY】では世界選抜に選出され、DFとしてスタメン出場した。
実家は巨大な豪邸に住む資産家である。本人は大富豪の息子に生まれたということから、それを妬んでくる者や、逆におべっかを使ってくる人間を毛嫌いしており、その点関係なく平等に扱われるサッカーを愛している。またピアニストとしての才能も持ち合わせている。
劇場版には原作よりも先に登場。ヨーロッパ選抜チームのMF（ヨーロッパ大決戦）/FW（危うし! 全日本Jr.）として活躍した。原作では金髪だが、劇場版やアニメ第1作では黒髪だった。『ヨーロッパ大決戦』では全日本との対戦前には、大沢理加とともに全日本チームを紳士的にもてなしていた。しかし、試合で先制点を決められると、責任を巡ってスティーブと激しく口論する姿も見られた。
テクモ版「II」では「打倒！全日本」を誓い、ナポレオンとの合体技「スライダーキャノン」を編み出し、ワールドユース予選で全日本を苦しめた。しかし、予選を突破し四強に勝ち残るも、準決勝ではブラジルのGKゲルティスにスライダーキャノンを完封され、0-3の大敗を喫する。「III」ではエッフェル攻撃を強化した「シュペルエッフェル」を、「IV」ではさらに強化した「エッフェルワインダー」で翻弄する。「V」ではリーグ戦決勝のパリ戦で岬と対決する。その後はブンデスリーガへの移籍が決まっている。
バンダイ版「J」では「サークルシュート」を持ち、「THE RISE OF NEW CHAMPIONS」ではボール着地時に軌道が直角に曲がりゴールに向かう強化版である「デュアルスライダーシュート」を身につける。
「THE RISE OF CHAMPIONS」では、前日譚でオランダジュニアユースとの強化試合に負けたことで、フランス国際ジュニアユース大会が中止となってしまい、祖国での大会を奪われた屈辱を晴らすためにジュニアユースワールドチャレンジに参加する。ストーリーモードのフランス戦は、前後半でキャプテンスキルが入れ替わる仕様になっている。
ルイ・ナポレオン
声 - 松本保典、塩沢兼人（カセットブック）、岡本信彦（アプリ版） / - / 高塚正也 / 小野友樹
- テクモ版：シャンゼリゼ (III) - 南葛SC (プロ) (V)
- ポジション：FW 誕生日：12月25日 血液型：O型

フランスユース代表。
【ジュニアユース編】では決定力不足に悩むフランスの起爆剤として起用された。日向と並んで攻撃的な激しい性格で短気。素質や実力はあるが問題行動も多く、暴力行為により退場処分はしょっちゅうで、2週間以上の出場停止処分を過去3回も受けている。そんな彼の起用をピエールは危惧していたが、代表入り後は危険なプレイでイエローカードを貰うことはあっても、問題行為は減った模様。パス能力に長け、出会った当初、彼のことをよく知らなかった岬やピエールともすぐさまコンビプレイを完成させてしまうという一面も持つ。得意技は「キャノンシュート」。このシュートは強烈かつ独特な回転があり、胸でしっかりキャッチしないと弾かれてしまう、という設定だったが若島津はワンハンドキャッチしていた。大会では全試合ハットトリックという野望を抱くも、準決勝で若島津健に阻まれた。PK戦では唯一PKを外し責任を感じ謝罪していたが、チームメイトに励まされ涙していた。
テクモ版「III」では岬と共にシャンゼリゼに所属、シェスター率いるモンマルトルと対決。「V」ではタイトル獲得を目的として南葛SCに移籍するが、来生とよくケンカしている。ワールドトーナメントではピエールとのコンビシュート「アクセルキャノンシュート」を編み出す。
バンダイ版「J」では「メガキャノンシュート」を持ち、「THE RISE OF NEW CHAMPIONS」では、背景に巨大な大砲を模したキャノンシュートの強化版「ヴァンデミエールキャノン」を身につける。
アラン・ボッシ
声 - 菊池幸利（アプリ版） / - / - / 小松昌平（ZERO・RONC）
- テクモ版：パリ (V)
- ポジション：FW 誕生日：10月10日 血液型：A型

フランスJrユース代表。比較的出番は多いが、活躍よりもゴールの枠をはずすなどの失態が多く、ナポレオンからは｢ヘボ｣と呼ばれていた。そのナポレオンが準決勝でただ一人PKを外した際には、ナポレオンを慰めていた。
テクモ版では「III」より登場し、シュート技「サーブルノワール」を持つ。「V」ではパリの控えFWで、岬のチームメイトとしてピエール率いるボルドーと対戦する。
ドミニク・アモロ
声 - 松本忍（アプリ版） / - / - / 高橋英則（RONC）
- テクモ版：ボルドー (IV)
- ポジション：GK 誕生日：6月27日 血液型：A型

フランスJr.ユース代表。これと言って活躍する場面がなく、それどころかボールに触れる描写さえない。対日本戦ではノーゴールやPKも含めれば大量にゴールを許している。
テクモ版では「III」から「V」までフランスの正GKを務めているが、能力は高くはない。「III」では翼の「ネオサイクロン」初披露の相手となる。
ミッシェル
フランスの国内Jr.ユース大会でピエール率いるボルドーユースに敗れたセーヌユースの選手。岬の草サッカー仲間で、ピエールと対立している。ジュニアユース編では岬のいる全日本の応援団をしてくれた。
トラム（アニメ第3作はジェローム）
声 - 間宮康弘（アプリ版） / - / 新垣樽助 / -
- 所属：ACパルマ（アニメ第3作はエミリア）
- ポジション：DF

フランス代表。日向のボディバランスの悪さをユベントス関係者以外ではじめて見抜き、日向の動きを完全に封じこめた実力者。ボール越しに相手を踏みつける「エース殺し」は現実世界ではレッドカードものの反則技であるが、あくまで『キャプテン翼』世界なのでファウルすらもらわなかった。日向との激闘で怪我をしている。
ゼダン（アニメ第3作はグザビエ）
声 - 深町寿成（アプリ版） / - / 不明 / -
- 所属：ユベントス（アニメ第3作はピエモンテ）
- ポジション：MF

フランス代表。リバウールと並んで世界最高峰のトップ下と称される。
トレサガ
声 - 野津山幸宏（アプリ版） / - / - / -
- 所属：ユベントス
- ポジション：FW

トラムとの激闘で負傷し力尽きた日向との交代で出場し、同じく負傷していたトラムを尻目にゴールを決めた。

#### イタリア
ジノ・ヘルナンデス
声 - 菊池正美、近藤隆（アプリ版） / 小野坂昌也 / 吉水孝宏 / 興津和幸
- 所属：インテル
- テクモ版：ケルン (V)
- ポジション：GK 誕生日：2月4日 血液型：O型

イタリアユース代表。「パーフェクトキーパー」の異名を持ちイタリアの「カテナティオ（鍵の意）」を敵に知らしめる驚異的存在。髪色は金髪だが、一部のゲーム版では黒髪などバリエーションが異なっている。
【ジュニアユース編】では「1年間全くゴールを許した事が無い」データが公表されており、1年前にゴールを決められたシュナイダーへの雪辱を誓っていた。日本戦では全日本の猛攻を一人で防ぎ、まさにパーフェクトキーパーに相応しい守りを見せつけた。大会前に翼にドライブシュートでゴールを決められた屈辱を忘れては居らず、大会では翼のドライブシュートを完封した。しかしその後は岬とのゴールデンコンビに不意を突かれ失点すると、最後は日向の「ネオタイガーショット」に右腕を粉砕されて逆転敗北（これにより次戦以降の戦線離脱を余儀なくされる）、試合後には以前に試合をボイコットしたことを詫びた。ヨーロッパ最強のGKを自負していたが、西ドイツの秘密兵器・ミューラーの登場により「おれじゃなく、こいつがヨーロッパナンバーワンキーパーか」とその実力を認めた。また、初登場時にはシュナイダーの妹のマリーが車に轢かれそうになっている所を助ける人情に厚い一面を見せた。
【ワールドユース編】では葵と同じくインテルに所属して、日本や大空翼という共通点ですぐに打ち解け、親友として過ごす。葵との勝負に敗れたことによりチームにおいて初めて葵の実力を認めた人物であり、葵を虐めるチームメイトに注意するなど、善良な人物として描かれている。ウルグアイユース戦で火野の「トルネードシュート」に両腕を負傷させられ、以降は戦線離脱を余儀なくされ、メキシコユース戦では先発したものの後半はベンチに退き、試合もスコアレスドローに終わる。さらにウルグアイユースがメキシコユースに勝利したことで全日本ユースとの対決を前にしてイタリアユースの予選敗退までもが決定したが、その後の全日本戦で葵との勝負を受けるためにケガを押してジェンティーレと共に後半途中出場し、白熱の勝負を繰り広げた。
テクモ版では「I」「II」までは、能力は高いものの必殺セーブを持たず、能力もミューラーには及ばなかったが、「III」では必殺セーブとして「黄金の右腕」が追加された。「V」ではシュナイダーと戦うためにケルンに移籍、チームをリーグ首位に導く活躍を見せた。しかし、その一方で試合後自宅で自分を見失うなど熱くなりすぎたと反省し涙を流す場面もある。シュナイダーと対決するが、後半開始直後にシュナイダーが負傷退場した際には、彼のことをとても気にかけていた。
バンダイ版「THE RISE OF NEW CHAMPIONS」でもパーフェクトキーパーの性能を発揮しており、受けられるシュートは必ず取りこぼさずキャッチできる唯一の選手となっている。また、ルートや条件によっては森崎にパーフェクトキーパーの秘訣を教えており、それにより森崎がシュナイダーのファイヤーショットを止めるシーンを見ることができる。さらに、スーパーセービングを使えるキーパーの一人で黄金の右腕1本で相手のシュートを完全にとめる。
ゲーム『ファミコンジャンプ 英雄列伝』では最終ボスのひとりとなっており、ヒーローたちのあらゆる攻撃を「黄金の右腕」で受け止めたりはじき返したりする。
サルバトーレ・ジェンティーレ
声 - 中村悠一（アプリ版） / - / - / 松風雅也（ZERO）
- 所属：ユベントス
- ポジション：DF 誕生日：2月24日 血液型：A型

イタリアユース代表。「イタリアの新星」と呼ばれ、サルと罵っていた葵を一度も抜かせず完膚無きまでに叩き潰したほどの実力者。その後は葵の宿敵となった人物。それ以後も気取った言動で葵を口でバカにしているものの、内心は葵を気にしており、ビデオ研究までしているほどライバル心も強い。後述のウルグアイ戦ではお互い全勝同士で対戦するという葵との約束を破ってしまったことで、涙目で「すまん…」と謝罪している。結局ワールドユース本戦ではウルグアイ代表の火野の「トルネードシュート」に足を負傷させられてしまい、そのためウルグアイユースや全日本に敗れ、予選敗退の結果に終わる。しかし全日本戦ではケガを押しながらも後半にヘルナンデスと共に途中出場、葵と怒涛の勝負を繰り広げた。
【ROAD TO 2002】ではチームメイトになった日向を気をかけている様子だった。
なお、【ジュニアユース編】のイタリアチームにもジェンティーレという名の選手がいるが、彼とは別人であるという描写がある。
マッテオ（マッティオ）
声 - 村井雄治（アプリ版） / 三木眞一郎 / - / -
- 所属：インテル -キエーボ
- ポジション：MF

インテル・ユニオーレスの一員。自分の親友の代わりに入団してきた葵のことが気に入らず、先頭に立って彼を虐めていたが、それでもめげずに1人で練習を続け、勝ち目の無いと思われたACミランユース戦で同点ゴールを決めた葵の姿を見て考えを変える。以後は葵とコンビを組む。
ロマーノ
インテル・ユニオーレスの一員でマッティオとは幼馴染の親友。解雇された。アニメでは道具をぞんざいに扱いプレイ中に怪我をして退団に追い込まれる。
ユリアーノ・ゴッツァ
声 - 竹内良太（アプリ版） / - / - / -
- 所属：レッジアーナ
- ポジション：DF

レッジアーナのキャプテン。かつてはセリエAでプレイしたこともあるベテラン選手。いまではセンターバックを務めているが、かつてはドリブルの名手と名を馳せ、サイドバックやボランチやゲームメイクなどもこなしていた。故郷レッジアーナのセリエB、そしてセリエA昇格を目指しており、日向が当面の目標としている選手でもある。引退後のことを考え、副業として自身の背番号をモチーフとした飲食店「RISTORANTE 21 ventuno」でオーナーシェフをしている。日向はこのレストランまでのロードワークが日課で、彼は毎日、日向に食事を提供している他、チームの決起集会場としても使用している。ただし格式高い店なので本来はドレスコードが必要で、初来店したジャージ姿の日向を案内係が断っているが、本人が「構わんから入れてやれ」と指示した。マチルダは「監督就任1年目の自分以上にチームをまとめてくれた」と感謝している他、日向も「異国の地で色々助けて貰った」と感謝している。
マルコ
- 所属：FCアルベーゼ

アルベーゼに所属するベテランプレイヤー。セリエB昇格を賭けたレッジアーナとの試合を最後に現役を引退している。

#### イングランド
ロブソン
声 - 松本忍（アプリ版） / - / - / 竹内良太（ZERO・RONC）
- テクモ版：マンチェスター (IV)
- ポジション：DF 誕生日：6月23日 血液型：B型

イングランドJr.ユースキャプテン。フランスを苦しめたが、途中出場のナポレオンにハットトリックを許し逆転負けを喫した。
テクモ版では「III」よりパワー系のディフェンス技を習得している。
スティーブ
声 - 小滝進 / - / - / -
- ポジション：FW

劇場版に登場したヨーロッパ選抜チームのFW。重戦車軍団との異名をとるイングランドのキャプテンで、ゴールバーをへこませるほどのシュート力を誇るパワー系の選手。『ヨーロッパ大決戦』では初対面の翼を挑発し、全日本から「20点を取る」と豪語していたが、自身は得点をあげることはできなかった。ピエール曰く「根は良い奴」。『危うし! 全日本Jr.』では時折守りに入り、日向のイーグルショットを防ぎ逆転弾を阻止した。
リチャード
声 - 大山尚雄 / - / - / -
- ポジション：MF

劇場版に登場したヨーロッパ選抜チームのMF。アニメ第1作ではイングランドJr.代表として登場し、油断していた若林から1点を奪う。

#### オランダ
ブライアン・クライフォート
声 - 小野大輔（アプリ版） / 菊池正美（OVA版） / - / 柿原徹也（RONC）
- 所属：アヤックス・アムステルダム - マンチェスター・ユナイテッドFC
- ポジション：MF 誕生日：1月9日 血液型：A型

真のオランダユース代表キャプテン。「トータルフットボールの司令塔」と呼ばれる。若林の右腕を破壊した恐るべき破壊力のシュートを持っている。しかし、【ワールドユース編】では日本対オランダユース戦は試合結果のみの描写のため、実力が明かされることはなかった。
【MILLENNIUM DREAM】においては翼と互角の勝負を繰り広げ、破壊力抜群のシュートを持つというよりは、相当のテクニシャンとして描かれた。
【ライジングサン】では体のひねりを使った「スパイラルターン」「スパイラルシュート」「スパイラルジャンピングボレー」を披露した。他にも「無回転シュート」やフェイクを多用して日本を脅かす。また、8歳年上の兄・スタインが過去オランダ代表のキャプテンを務めていたことが語られるが、免許取得後に交通事故に巻き込まれ、20歳で亡くしている。
バンダイ版「THE RISE OF NEW CHAMPIONS」ではFWとして登場。足裏でボールを力強く押し込むようにして放つ「スティンガーシュート」とジャンプで後ろに上げたボールを回転しつつ足裏で力強く押し込み放つ「ハイスティンガーシュート」を技として持つ。この時点ではまだ、「トータルフットボール」を完全にはものにしておらず、リーグ終了後、監督に諭されている。
ルート・クリスマン
声 - 八代拓（アプリ版） / 森川智之（OVA版） / - / 梶原岳人（RONC）
- 所属：アヤックス・アムステルダム
- テクモ版：フェイエノールト (V)
- ポジション：MF

オランダユース代表。全日本との親善試合では、来日しなかったクライフォートの代わりにキャプテンを務めた。
テクモ版「V」ではカイザー、レンセンブリンクとのパス回しからシュートを放つ「トリニティブレイク」でミューラーを翻弄した。ワールドトーナメントでは翼のサイクロンを破る活躍を見せた。
ヨハン・レンセンブリンク
声 - 岩澤俊樹（アプリ版） / 岩永哲哉（OVA版） / - / 千葉翔也（RONC）
- 所属：アヤックス・アムステルダム
- テクモ版：フェイエノールト (V)
- ポジション：FW、MF

オランダユース代表FW。【ライジングサン】ではMFでスタメン出場を果たしている。
テクモ版「V」ではオランダ代表として登場。
ゲルト・カイザー
声 - 木村昴（アプリ版） / 結城比呂（OVA版） / - / 木島隆一（RONC）
- 所属：アヤックス・アムステルダム
- テクモ版：フェイエノールト (V)
- ポジション：FW

オランダユース代表。テクモ版「V」ではオランダ代表として登場。
レオン・ディック
声 - 佐々健太（アプリ版） / 辻谷耕史（OVA版） / - / 村上裕哉（RONC）
- 所属：アヤックス・アムステルダム
- ポジション：DF 誕生日：5月20日 血液型：O型

オランダユース代表。ドールマンと共に鉄壁の守りを見せる。オーバーラップし「メガトンシュート」を撃つが若島津に止められる。その後ドールマンと勢い余って激突、タンカで運ばれることとなる。
テクモ版「V」ではオランダ代表でのみ登場。
ハンス・ドールマン
声 - 山口恵（アプリ版） / 宝亀克寿（OVA版） / - / 間宮康弘（RONC）
- 所属：アヤックス・アムステルダム
- ポジション：GK 誕生日：3月10日 血液型：A型

オランダユース代表。1戦、2戦目は無失点で全日本ユースを完封するが、3戦目でレオンと衝突し負傷退場してしまうと、その後オランダユースは7失点もする体たらくを見せた。ワールドユース編では準決勝で全日本ユースの猛攻を延長戦前半まで無失点に抑える活躍を見せたが、延長戦後半にVゴールとなるスカイダイブシュートを翼によって決められてしまった。
【ライジングサン】ではオリンピック代表に選ばれるものの、予選の3試合で合計11失点を喫し、オランダ代表の予選敗退を招いた戦犯となった。
テクモ版「V」ではオランダ代表でのみ登場。
ルート・グーリッド
- 所属：FCサンプドリア

実在人物。ジェンティーレに敗れ落ち込んでいた葵が見たのは、このグーリッドの大きな動きの直角フェイントだった。それから葵もこの直角フェイントの練習にはげんでいたが、テレビ番組（実際の放送『さんまのスポーツするぞ/スーパースター共演PK合戦』）の収録のためグーリッドが来日していることを知り、実際に会ってアドバイスを受け、ついに直角フェイントを完成させたのだった。→ルート・グーリッド
ライカール
声 - 山本祥太（アプリ版） / - / - / -
- 所属：FCバルセロナ
- ポジション：FW

オランダ代表。スペインダービーの試合後半には、翼・リバウールとトリオで攻め上がった。
ダビィ(アニメではビエム)
声 - 祐仙勇（アプリ版） / - / - / -
- 所属：ユベントス
- ポジション：MF

オランダ代表のボランチ。狂犬と呼ばれる鋭さを持つ。
【ライジングサン】オーバーエイジ枠でオリンピック代表に選出される。日向と対戦した際にセリエAからセリエCに都落ちしたとバカにしたが、成長ぶりに驚いている。
アニメ第3作では正反対の極悪人でケンカ早い性格で日向を必要以上に挑発罵倒し、新聞沙汰になるほどの殴りあいの喧嘩をするものの、試合では日向にパスを出すなど良好な関係。

#### スウェーデン
ステファン・レヴィン
声 - 木村良平（アプリ版） / - / 内藤玲 / 塩尻浩規（ZERO・RONC）
スウェーデンを代表する司令塔。詳細は「ステファン・レヴィン」を参照。
ブローリン
声 - 安元洋貴（アプリ版） / - / - / -
- ポジション：DF 誕生日：7月5日 血液型：O型

スウェーデンユース代表。「白夜の4騎士」の一人。プレミアリーグ所属。パワーディフェンスが得意。鍛え上げた腹筋で「ファイヤーショット」や「雷獣シュート」を止めた。また、「イーグルショット」と「スカイウイング（雷獣シュート）」合わせたような地を這うロングシュートからゴール手前で浮き上がる「ライジングバズーカ」をシュート技として持つ。
ラーソン
声 - 酒井広大（アプリ版） / - / - / -
- ポジション：MF 誕生日：7月19日 血液型：O型

スウェーデンユース代表。「白夜の4騎士」の一人。スペインリーグ所属。100mを10秒台という俊足を誇り、その足の速さを活かした「スピーディースライディングシュート（SSS）」を放つ。
フェデリックス
声 - 高坂知也（アプリ版） / - / - / -
- ポジション：MF 誕生日：10月11日 血液型：B型

スウェーデンユース代表。「白夜の4騎士」の一人。フランスリーグ所属。「テクニカルドリブル」、「テクニカルループシュート」を技に持つ。
ガレリ
- ポジション：GK 誕生日：5月8日 血液型：A型

スウェーデンユース代表。正確なデータ分析を基にしたセービングを見せ、翼のフライングドライブシュートを止めるなど、全日本ユースの猛攻を後半まで無失点に抑える活躍を見せた。しかし延長戦で翼が放ったスカイウイングシュートまでは止めることができなかった。
ラベリ
- ポジション：FW 誕生日：6月8日 血液型：A型

スウェーデンユース代表。長身の選手で、全日本との試合ではヘディングによって、リュングと空中でワンツーリターンを繰り返すという離れ業を見せた。
リュング
- ポジション：FW 誕生日：9月10日 血液型：O型

スウェーデンユース代表。ラベリ同様の長身の選手。全日本のゴールを何度も脅かすも、若林から得点を奪うことはできなかった。

#### ポルトガル
ペドロ・フォンセカ（アニメ第3作はフレメンテ）
声 - 津田健次郎（アプリ版） / - / 不明 / -
- 所属：FCバルセロナ（アニメ第3作はカタルーニャ）
- ポジション：DF

ポルトガル代表。反則ギリギリのディフェンス「スネークマーク」を得意とする。
ルイス・ファーゴ
声 - 鶴岡聡（アプリ版） / - / - / -
- 所属：FCバルセロナ - R・マドリッド
- ポジション：MF

ポルトガル代表キャプテン。バルセロナから破格の移籍金でR・マドリッドへと移籍した。そのことでバルサファンから大きな批判を買っており、カンプ・ノウでの試合でコーナーキックを蹴ろうとした際に暴動が発生した。

#### スペイン
ゴルドバ・ゴンザレス
声 - 鈴木達央（アプリ版） / - / 高塚正也 / -
- 所属：FCバルセロナ（アニメ第3作ではカタルーニャ）
- ポジション：DF

元スペイン代表。通称「ゴンさん」。反則ギリギリのプレイを得意とする。DF3人の中では翼を度々食事に誘い、サッカー談義を交わすなど、交流が最も多い。自身のオウンゴールから引退の危機に晒されたが、今シーズン限りで現役を引退することを表明している。意表を付くロングシュートが得意で、数少ない代表でのゴールは全てこれである。
32歳未婚で強面だが「マヌエラ」という恋人はおり、「ゴルちゃん」と呼ばれている。行きつけの飲食店のシェフからは「やっこさん」と呼ばれている。現役引退後に結婚予定。
ジョゼップ・グランディオス
声 - 中澤まさとも（アプリ版） / - / 青木誠 / -
- 所属：FCバルセロナ（アニメ第3作ではカタルーニャ）
- ポジション：MF

スペイン代表のボランチ。バルセロナのキャプテン。あだ名はベップ。影のゲームメーカーとも言われている。
カリューシャス（カシューサス表記もある）
声 - 住谷哲栄（アプリ版） / - / - / -
- 所属：R・マドリッド
- ポジション：GK

スペイン代表GK。20年に1人の逸材とまで言われる超天才GKだが、夜遅くまで翼の「フライングドライブシュート」の対策に勤しむなど努力も惜しまない。
ミカエル
声 - 花江夏樹（アプリ版） / - / - / -
- 所属：CDヌマンシア
- ポジション：MF

スペインの教会で神父を務めている青年。バルセロナとR・マドリッドの第2節の試合を観戦に赴き、スタジアムで彼をその目で見た者たちから「天使」と称される。過去にサッカーをたしなんでいたことがあるようで、翼を凌駕する体力と身体能力を有し、塀の上でリフティングを続ける、サッカーボールの上に乗ってセグウェイのように移動する、子供が道路に落としてしまったサッカーボールを自らのサッカーボールで即座に打ち返すなど、相当なサッカーの実力の持ち主であることがうかがえる。
実は少年時代にバルセロナの下部組織の入団テストを受けていたことがあり、合格通知も受けていたのだが、彼は最初からバルセロナに入団するつもりは無く、自分は神父になるからプロにはなれないという理由で断っていた。サウールと衝突してサウールの視力を失わせてしまった事でサッカーから離れる。しかし、翼とナトゥレーザのプレイに触発され、その試合終了後に再びサッカーを始めることを決意。旧友のラファエルが所属するスペインリーグのCDヌマンシアに入団し、サンターナやナトゥレーザを完璧に押さえ込む活躍を見せ付けた。
【ライジングサン】オリンピック代表に選出される。ノーモーションプレイやセグウェイドリブル、ゴールポストを利用したパス、トルネードアロースカイウイングシュート、一人反動蹴速迅砲などを披露した。また、反動蹴速迅砲無しで龍が現れる強烈なキック力を見せた。メキシコ戦ではリードを許した後半、悪魔とも表現されるプレイでエスパダスから6点奪う。
ラファエル
声 - 下野紘（アプリ版） / - / - / -
- 所属：CDヌマンシア
- ポジション：MF

ミカエルの旧友。彼の誘いを受けてミカエルはCDヌマンシアに入団した。
【ライジングサン】オリンピック代表に選出される。

#### デンマーク
ハース
声 - 谷山紀章（アプリ版） / - / - / -
- ポジション：FW

デンマークU-22代表。193cmの長身で長髪。ヘディングシュートと見せかけてのハイジャンピングボレーシュートが得意。クリスチャンセンと共に「性格に問題あるが確かな実力がある」と監督から評されている。
クリスチャンセン
声 - 谷口悠（アプリ版） / - / - / -
- ポジション：FW

デンマークU-22代表。ハースと共に極悪ツートップと呼ばれる。いいかげんな性格だが、マークした相手を潰すプレイも平気でこなせる。得意技は切返しと同時に左足でセンタリングを上げる「S・R・L（スピードライト&レフト）クロス」。
他の選手とは違ってラフな格好で来日、成田空港でも女性スタッフを強引にナンパしている。
勝利の際は、ギロッポンの高級クラブで飲み歩くのを目標としている。負けたため、ロードワークでギロッポンの町並みを眺めるだけにした。

### 国籍不明選手
セラーノ
声 - - / - / 青木誠 / -
- 所属：FCバルセロナ

バルセロナBの得点王。自分たちを抜けたらトップチームに推薦すると言ったゴンザレスたちに挑戦したがフェンスに吹っ飛ばされた。その後Bチームに所属した翼と親しくなり、恋人そっちのけで夜遅くまで練習に付き合うほどになった。

## その他（コーチ・サポーターなど）

### 日本

#### 翼の関係者

葛飾郵便局前に設置されている中沢早苗のブロンズ像。

大空 早苗（おおぞら さなえ） / 旧姓：中沢（なかざわ）
声 - 坂本千夏、皆口裕子（アプリ版） / 瀧本富士子 / 榎本温子 / 原紗友里
- 所属：南葛小学校応援団団長 - 南葛SC応援団団長 - 南葛中学校サッカー部マネージャー - 南葛高校サッカー部マネージャー - 短大(中退)
- 誕生日：4月11日 血液型：A型

通称「あねご」。翼と同級生であり、翼が南葛小に転校してきた時に一目ぼれした。以降サッカー部の応援団などで支援する。小学校時代の性格は気が強く、男勝りで仲間の男子を強引なリーダーシップで連れ回し、選手や観客を奮い立たせていた。南葛SCにマネージャーになろうとしたが、城山監督に断られた。
中学時代は一変、淑やかな女性に成長する。ワールドJr.ユース大会終了後、翼より告白を受け、晴れて相思相愛となる。唯一人ブラジルに旅立つ翼より連絡を受け、早苗が翼を見送る場面で無印は終了となる。
【ワールドユース編】高校卒業後、短大に入学するも、翼に会うべく単身ブラジルへ渡航。すれ違いを重ねるもののようやく再会。その後「全日本ユースサポーターズクラブ」なる会を発足させる。エピローグで翼にプロポーズされ結婚。
【ROAD TO 2002】スペインに渡って翼の不慣れな生活を支えているが、ブラジル料理はできなかったがリバウールの妻に教わった。
【GOLDEN-23】第一子、第二子（双子）を妊娠。
アニメ第1作では登場した当時まだ原作では名前の設定が無かったため「並木ミユキ」と名付けられていたが、原作で「中沢早苗」と正式に名付けられて以降はアニメでもそれに準じるようになった。
藤井隆の楽曲「負けるなハイジ」（2023年11月15日配信）のジャケットに学ランを着用して旗を振る“応援団長”の姿が描かれている。
【キャプテン翼 ライジングサン FINALS】
出産を目前に控え、定期検診に出掛けた帰りに東海地方を襲った地震に遭遇し、公園の階段から転落。意識不明のまま救急搬送され、帝王切開にて双子の男児を出産した。
大空 疾風（おおぞら はやて）
翼と早苗の第一子となる息子。大舞と双子である。
大空 大舞（おおぞら だいぶ）
翼と早苗の第二子となる息子。
大空 広大（おおぞら こうだい）
声 - 若本規夫 / 中田和宏 / 檜山修之 / てらそままさき
翼と大地の父親。商船大学卒業。外国船の船長で在宅する機会は少ない。航海でブラジルにいた時、海に飛び込んで自殺を図ったロベルト本郷を助けた事で友人関係になる。日本は眼科医は世界一だからと精密検査を提案し、来日させるついでに息子にサッカーを指導を頼み自宅に居候させる。それ以来ロベルトからは「船長(キャプテン)」と呼ばれている。
大空 奈津子（おおぞら なつこ）
声 - 猪瀬明子 / 新山志保 / 佐々木瑶子 / 佐藤利奈
翼と大地の母親。仕事上、留守がちな夫に代わり、厳しくも優しい態度で翼に接していた。
旧姓・小坂で当時は英集出版の月刊バイモス編集部勤務で広大とは取材で知り合い、屋形船に乗せてもらい釣りなどを教わった事で結婚に至る。
大空 大地（おおぞら だいち）
- 所属：南葛SC

無印版の最終回にて妊娠が発覚した、翼とは16歳近く年の離れた弟。チーム最年少の幼稚園児にして小学校高学年を手玉に取るなど、兄同様の才能を見せている。名前の由来は、世界中を飛び回る兄に対して、日本に根ざして両親の手元に残ってほしいという願いがある。
大空 八五郎・ハナ（おおぞら はちごろう・はな）
広大の両親であり、翼の祖父母。屋形船経営。翼を「つーちゃん」と呼ぶ。八五郎は翼が小4時に他界し、ハナも翌年他界。

#### 日向の関係者
吉良 耕三（きら こうぞう）
声 - 河合義雄、西前忠久（PS2版） / 中嶋聡彦 / 納谷六朗 / ふくまつ進紗
- 経歴：埼玉県「吉良耕三少年サッカースクール」校長兼「明和FC（吉良耕三少年サッカークラブ）」監督 - 沖縄県「吉良耕三少年サッカースクール」校長兼「吉良耕三少年サッカークラブ」監督 - RJ11コーチ - U-23日本代表監督

日向たちの師。かつては海外のプロチームにスカウトされたこともあるが断っている。メキシコ五輪の選手に選抜されているが、ベンチ入りで出場経験は無かった。実現していれば、日本人海外プロプレイヤー第1号であった。酒豪で試合中の選手らの前であっても酒を傍らに嗜んでいる。中学生大会終了後は特に目立つ指導などはなかったが、教え子たちへの愛情は深く、中学生編では伸び悩んでいた日向の再生に尽力し、北詰に土下座をして自らの元での秘密特訓が原因で干されていた日向の試合出場を嘆願した。
【GOLDEN-23】で突如U-23代表監督に就任し、「気持ち」・「一人一芸」・「可能性」をテーマに合宿招集。栄光をつかみとるまで「禁酒」を宣言。フットサルコンビの起用、反町や井沢のDF、立花兄弟のWボランチ、若島津のFWへのコンバートなど大胆な策を用い、観客を大いに驚かせた。「攻撃は最大の防御」を信条とした育成方法を取っているが、接戦の終盤は堅実に守るスタイルを取ることもある。
北詰 誠（きたづめ まこと）
声 - 坂東尚樹、福士秀樹、金沢寿一（OVA版） / - / 坂東尚樹 / 井上和彦
東邦学園中等部サッカー部監督で自ら決めた指導方針や試合においての戦術、約束事を堅く守り、それに反する者は絶対に許さない。現に日向ですら、武蔵戦では三杉マークの申し出を北詰に一蹴されて逆にFWとしての役割に徹するように注意され、その後は勝手にチームを抜け出したという理由で決勝前夜まで出場を許されなかった。ただし、独裁者ではなく、決勝戦には部員全員で土下座の懇願、日向の情熱を理解し出場させ、己の信念に従い自発的に辞表を提出(北詰に落ち度は無いと言っても過言ではないので、学校関係者、選手（もちろん日向も含め)にはかなり慰留されていた）するなど、人格者の面も持つ。
【ROAD TO 2002】日向のイタリアデビュー戦は吉良や片桐らと応援に駆けつけた。
劇場版の『危うし！全日本Jr.』では、サッカー協会の片桐に日向の日本選抜出場辞退を直訴した。
日向正代
声 - 不明 / 磯辺万沙子 / 斉藤貴美子 / 不明
母親。早くに夫を亡くした上に病弱で家計には相当苦労していたようだが、小次郎には無理をさせたくないと思い続けていた。【ワールドユース編】ではその影響から過労で倒れ、頭を強打して一時意識不明の重体となってしまう。奇跡的に回復し、現在は小次郎がイタリアでプロ選手となったおかげで家庭も安定し、肩の荷が下りた。
日向 尊（ひゅうが たける）
声 - - / - / 鈴木麗子 / 不明
日向家第二子。小次郎不在時には家を支えようとしたようだが、さすがに母親が倒れたショックは隠せなかった。
日向 直子（ひゅうが なおこ）
声 - - / - / 中島裕美 / 不明
日向家第三子。
日向 勝（ひゅうが まさる）
声 - - / - / 立野香菜子 / 桑原由気
日向家末弟。初期にはケン坊と呼ばれていた。
日向の父親
声 - 玄田哲章 / - / - / -
トラック運転手を務めていたが、雨の日に車の割り込みにつられ、事故で他界。小次郎はそれを「試合に勝つという約束を守れなかったせいだ」と思い、その日から「勝つ」ことにこだわる人間となった。現在プロ選手になった小次郎が「いつか立派な墓を建てる」と宣言し、「日出づる国のジョカトーレ」で建立している。
アニメ第1作では小さな工場を経営しており、中小企業ながら社長であった。父から小次郎に送られたサッカーボールが形見となり、それが小次郎が勝利に執着する所以というエピソードが追加されている。
三笘
明和小の学校給食の調理師。正代とは幼馴染で、度々日向家に訪問し、日向家の世話をしている。給食の残り食材を日向に持たせていたことで校長と喧嘩になり、退職して弁当屋を始める。
松本 香（まつもと かおり）
声 - 山田栄子 / 不明 / 田中敦子 / 竹内絢子
- 経歴：東邦学園スカウト - 全日本ユース広報

【小学生編】にて日向に対し、翼に勝てたら東邦学園に特待生として入学させると持ちかける。サッカーを見る目は厳しく、決勝戦で若林からペナルティーエリア外からゴールを奪うことにこだわる日向を一時は「東邦学園のエースストライカーとしては失格」と断じる場面もあった。決勝戦で明和FCは南葛SCに敗れたが、「翼をゲームメーカーとして、日向をストライカーとしてスカウトする」として入学させた他、沢田も入学させている。
その後は全日本ユースの広報を務めた後、イタリアに渡る前から日向の専属スポンサーとなり、CM出演、書籍掲載、タイアップ商品発売などを手掛け、儲ける。アニメ第3作では、原作では内海が登場する場面で彼女が代わりに登場する。
赤嶺 真紀（あかみね まき）
声 - 佐倉綾音（アプリ版） / 山崎和佳奈 / - / -
- 経歴：比嘉高校 - ソフトボール日本代表

女子ソフトボール選手。合宿所を離れ、沖縄で特訓を重ねていた日向が毎朝、浜辺のロードワークで顔合わせていた地元の女子高生。一人っ子なので日向のようなキャッチボールをしてくれる兄が欲しかったらしい。日向を無理矢理キャッチボールにつき合わせた時に投げた「ライザーボール」が、雷獣シュート開発のヒントになった。話す言葉がやや男っぽい。「サッカーはオレオレ言ってダサい。日本人は野球」と言っていたが、日向と出会ったことでサッカーに関心を持つようになり、日向の写真の切抜きを携帯し、日向戦を観戦するようになる。男勝りで有名だが、人形作りが上手なところは女性らしさを見せている。ワールドユース本戦中の合宿で山梨県に遠征に来たので静岡の合宿場で日向と再会し、プレゼントを渡すが、図らずも沢田がその場に居合わせ「ファンからのプレゼントを受け取った事のない日向が女性からのプレゼントを受け取った」事を日向が口止めしたにもかかわらず「彼女ができた」と言いふらし笑いのタネになる。年齢は日向高卒時に高1だった。
後に日向との仲は少しずつ進展を見せており、セリエC1のシーズンオフには「得点王とチームの優勝を達成したご褒美」と称して、横浜で日向とデートをするまでになっており、トリノまで日向の試合を観戦しに行ったりもしている。監督はただの「熱烈な日向ファン」としか思っていない。青葉と藤沢は石崎に彼女ができた時と同じ位の衝撃といっている。
炭酸飲料を愛飲する日向に「スポーツドリンクにしなさい」と食生活改善を指摘している。五輪では宇江野が試合中に怪我で退場したため、急遽登板する事になった。
内海 博子（うつみ ひろこ）
ユヴェントスFC専属の通訳などを担当。専ら日向のマネージャーのような役回りをし、イタリア語教育も行っていた。ペットとしてウサギを飼っている。アニメでは登場せず、彼女の出番は代わりに松本が務めていた。

#### 岬の関係者
岬 一郎（みさき いちろう）
声 - 水鳥鐵夫 / 石塚運昇 / 西村仁 / ふくまつ進紗
岬太郎の父親。放浪の画家。太郎が生まれてすぐ離婚し親権を得て、日本全国を転々としながら絵を描き続け、太郎には各地のサッカーを学ばせ続けた。太郎を自分の都合で転校させ続けていることに負い目を感じており、一時期は親権を母親に戻そうかと悩んでいた時期もあった。なお、息子のためにふらのや明和、南葛、西峰小とできるだけサッカーが盛んな所を選んでいた。その後知人の紹介で太郎と共に渡仏、3年後、国際ジュニアユース大会で戦った太郎の姿に勇気づけられて富士山を描く決心がつき、帰国。【ワールドユース編】では自分を見失いかけていた太郎に対して、初心に帰らせようと世界旅行を勧めた。常に太郎の心の支えとなっている人物である。
山村（やまむら）
声 - - / - / - / 大泊貴揮
一郎作品の大ファンの画商でスポンサー。個展の場所を提供したり、渡仏費用も融資した。
山岡 由美子（やまおか ゆみこ）
岬太郎の母親。太郎が生まれてすぐに離婚した（理由は明らかになっていない）。一郎にフランスへの誘いが来るとほぼ同時に太郎を引き取りたいと申し出るが、太郎本人が「僕は岬太郎で山岡太郎じゃない」と、断ったため会うことはできず。【ワールドユース編】にて、娘・美子の説得と太郎自身の決心がありついに再会するが、太郎は交通事故に逢う。「フィールドに戻れるまでの間、もう一度面倒を見たい」と言い、太郎もそれを望んだため短期間ながら一緒に生活することができた。
山岡 美子（やまおか よしこ）
山岡由美子と新しい夫の間に生まれた、岬太郎の異父妹。岬が高校生の時に初対面、母に会ってほしいと嘆願した。そしてワールドユース本戦直前についに再会が実現するが、帰り道、車が来ていた道で転倒してしまい、岬は彼女をかばって左足を負傷してしまう。
山岡由美子の現夫
岬一郎と離婚したのちの再婚相手。【ジュニアユース編】では後姿と一言程度のセリフのみ描写された。【ワールドユース編】では岬太郎と初対面、その後交通事故に逢った太郎の健気さに感動していた。
早川 あづみ（はやかわ あづみ）
声 - 井上麻里奈（アプリ版） / - / - / 白砂沙帆
岬がパリの日本人学校で知り合った同学年の女性。岬曰く「フランスのあねご」。ワールドユース編では、怪我をした岬のために、芝崎を紹介した。
芝崎 宏行（しばざき ひろゆき）
富士スポーツ医学研究所所長。交通事故に遭った岬のリハビリを担当した。彼自身は、岬が試合に出場するなど到底無理だと思っていたようだが、岬は驚異の回復力を見せ、決勝の舞台に姿を現した。岬がケガを押しながらもワールドユース決勝のピッチに立ったのは「リハビリを続ければピッチに立てる」という彼の嘘があったからである（嘘だと知ったとき出場を認めてもらえなかった岬は激怒し、椅子を蹴り上げて天井を破壊する始末だった）。ワールドユース終了後も、岬の長期にわたるリハビリを担当し、さらには新たにシュート技も習得させた。
学生の頃は相当なサッカーの実力者だったようで、全日本ユースのメンバーの実力を一目で見抜き、ワールドユースの決勝まで勝ち進むことはできないと判断し、それが岬に「決勝の後半30分だけならフィールドに立てる」という嘘を付くきっかけになった。だが岬に「みんなの力をみくびるな」と怒られる。

#### 南葛SC・南葛中学校関係者
城山 正（しろやま ただし）
声 - 沢木郁也 / 林延年 / - / 伊丸岡篤
南葛SC監督として、翼の世代と新田の世代、2度の全国制覇を達成している。基本的には穏やかな人柄ではあるが、静岡県大会準決勝、島田小戦で島田小をなめて苦戦した際にはハーフタイムで厳しく𠮟りつけ、２点差になったときは「ここで負けてしまったほうがましだ」と言い放っている。劇場版『ヨーロッパ大決戦』では全日本の監督を務めた。【ワールドユース編】では老けていたが、【ROAD TO 2002】では若返っていた。
古尾谷 猛（ふるおや たけし）
声 - 徳丸完 / - / - / 綿貫竜之介
南葛中学校サッカー部の監督ではあるが、実際にサッカーの指導をしている所は見られず選手を精神面から支えている。翼の怪我が悪化の一途をたどった際は、勝敗より翼の将来を重んじ交代を促した場面もあった（実際は交代せず）。そのため、サッカーの経験があるのかは不明。また、翼たちのクラスの担任や授業を受け持っている。一般の公立中学と同様に教師が部活の監督を務める描写だが、劇場版『危うし！全日本Jr.』では全日本の監督を務めた。
西本 ゆかり（にしもと ゆかり）
声 - 猪瀬明子、沢城みゆき（アプリ版） / 松井貴子 / - / 潘めぐみ
- 所属：南葛中学校サッカー部マネージャー - 南葛高校サッカー部マネージャー

中沢早苗の親友。早苗の小学生時代のような勝気な性格を残している。青葉弥生と同じく早苗と翼の仲を応援している。石崎とはしばしば衝突していたが、ワールドユース編の最終回では両思いになるような描写が見られる。比良戸中の次藤洋とはいとこ同士で、小学生時代は九州に住んでいた他、南葛の自慢話をしていた。現在は保育士。
ワールドユース編にて、早苗をブラジルに送り出すきっかけとなるアドバイスをする。
アニメ第1作では中学生編開始当初には登場せず、対大友中戦の途中に姿を見せ、早苗が久美に新しく加入したマネージャーと紹介する形で登場する。
杉本 久美（すぎもと くみ）
声 - 神田和佳、戸松遥（アプリ版） / 元井恵美 / - / 福原綾香
- 所属：南葛中学校サッカー部マネージャー - 南葛高校サッカー部マネージャー

早苗たちより2年年下。サッカー界のスターである翼に恋焦がれており積極的にアタックするも、翼に早苗が好きなことを告げられ振られてしまい号泣。久美も早苗と翼が両想いであることは気づいていたようで、その際に早苗を気遣い「早苗先輩に告白してあげてください」と頼む。祖母は占い師。途中で髪の毛を切り早苗と見分けがつかないようになった。
中野 浩二（なかの こうじ）
声 - 不明 / 高木渉 / 不明 / 伊藤節生
- 所属：南葛小学校応援団団員 - 南葛SC応援団団員 - 南葛中学校応援団団長 - 全日本ユースサポーターズクラブ会員

リーゼントヘアが特徴。南葛中応援団に入ってからサッカー部は一度も負けていないと自負する。
市川 一茂（いちかわ かずしげ）
声 - 不明 / 私市淳 / 不明 / 米内佑希
- 所属：南葛小学校応援団団員 - 南葛SC応援団団員 - 南葛中学校応援団副団長 - 全日本ユースサポーターズクラブ会員

小田強と顔が似ているが市川の方は歯並びが良い。
神田 幸志（かんだ こうし）
声 - - / - / - / 中村悠一
翼たちと同学年。早苗に惚れて翼に決闘を申し込む。実家はボクシングジムを経営しており、自身も高いボクシングの才能は持っていたが世界を制した翼の蹴りに敗北し、潔く身を引いた。のちに日本チャンプになり、世界のチャンプを目指している。
【ライジングサン】ではボクシングオリンピック代表に選出された。

#### 日本サッカー協会関係者
見上 辰夫（みかみ たつお）
声 - 飯塚昭三、三宅健太（PS2版） / 石塚運昇、増谷康紀（39話のみ）、有本欽隆（OVA版） / 立木文彦 / 西村知道
- 経歴：日本代表GK - 若林源三専属コーチ - 西ドイツコーチ研修 - 全日本Jr.ユース監督 - 全日本ユース初代監督 - U-19日本代表監督
- 誕生日：9月30日 血液型：O型

若林の元専属コーチ。元日本代表GK。若林専属コーチ就任前は「金持ちの道楽に付き合わされるのはゴメンだ」と否定的で若林の生意気な態度にも嫌悪感を示していたが、相応の実力を見て引き受けた経緯がある。一見温和な人柄に見えるが一本気な性格で、対抗戦で翼に得点され延長戦があるにもかかわらず帰宅しようとした小学生時代の若林に対し激怒しながら鉄拳を加えたこともある。若林と共に西ドイツへ訪欧。現地では若林の保護者的役割も兼ねており、若林がチームメイトとケンカした時はコーチから大目玉を喰らった。全日本Jr.ユースチームの監督として選手の自主性を重んじたコーチングで優勝に導く。その実績を買われ全日本ユース監督に就任するも盲腸炎で倒れ、賀茂に後を託す。常時サングラスを着用するが（初期を除き）片桐と違いレンズの濃度は薄く、目は描かれている。
【GOLDEN-23】U-19日本代表に就任、沢田を中心としたチームでU-19アジアユース選手権優勝に導いた。
片桐 宗正（かたぎり むねまさ）
声 - 島田敏、広中雅志（OVA版） / 石川英郎、辻谷耕史（OVA版） / 置鮎龍太郎 / 浪川大輔
元日本代表のエースストライカー。翼たち黄金世代を小学生時代(全国大会)から見続けていた青年。片桐コンツェルンの御曹司。右眼を潰してしまい選手生命を絶たれた過去を持ち、その経緯から翼へ誰よりも熱い期待を寄せ、どんな場合でも翼の勝利を信じて疑わない。サッカーに対する情熱も篤く、断絶状態の父親にワールドユース日本開催の直談判をした。絶縁といっても父親は、跡継ぎを断った宗政がコンツェルンに復帰してくれるのを心待ちにしており、母親は寂しい思いをしている。
試合外でのストーリー展開において重要な役割を担うことが多く、特に翼にへの協力は惜しまず、無印版においては特にそれが顕著である。無印版ではロベルト本郷を再三説得し、翼をブラジルへ連れて行くことを約束させた。終盤では協会役員の中でただ一人翼の全日本フル代表入りを強く勧め、代表入りを成功させた。
テクモ版では、「片桐 陽子（かたぎり ようこ）」という妹がいる。
奥寺 康彦（おくでら やすひこ）
実在人物。無印のエピローグ周辺で登場。当時の全日本監督。一度は年齢などを理由に翼の全日本入りを拒否したが、全日本の練習試合に殴り込みをかけた翼のプレイに感動し、彼自身が挑んだワンプレイ激突で勝利しながらも全日本に迎え入れる。試合では、観客からの翼コールを受け、翼を鼓舞激励し試合途中からピッチへ投入した。
賀茂 港（がもう みなと）
声 - 田所陽向（アプリ版） / 岸野幸正 / - / -
- 経歴：全日本代表主将 - 浦西工業高校サッカー部監督 - 社会人チーム監督 - リアル・ジャパン・7監督 - 全日本ユース監督 - U-22日本代表アドバイザー

元日本代表キャプテンのDF。リアル・ジャパン・7を率いて全日本ユースに殴りこみをかけた時、見上の「全日本ユースを頼む」という発言から監督の座がバトンタッチされる。「猛特訓を課し、ついて来られる者には確実な能力アップが望めるが、選手を壊してしまう」危険人物としても有名で、所属チームを次々と解雇され、世界を転々としていた。
見上から監督を引き受けてからは日向、岬ら主力選手7名を一旦合宿から離脱させるも、リアル・ジャパン・7との特訓で他の全員が再起不能の危機に陥る。しかし翼の一喝によってなんとか立ち上がり、ワールドユースを戦うこととなった。また世界を転々とする中で出会った葵をアジア一次予選の途中から参戦させた。最終的には「個性派集団をまとめあげた」と褒め称えられた。
【GOLDEN-23】では曽我と井川のオリンピックメンバー候補勧誘に海外へと繰り出す。特に井川には、自身の経歴も踏まえて「上手くいってばかりの人生はない」と先達として励まし、日本での働き口も手配している。
住友 三郎（すみとも さぶろう）
声 - - / - / - / モリノリ久
全日本Jr.ユースコーチで見上とともに日本チームを指導した。
井出 保（いで たもつ）
- 経歴：中原中 - 全日本ユースマネージャー - U-23データマン兼ホペイロ

葵の親友で中学の頃は練習のときにコンビを組んでいたが、補欠であったため選手としての実績は全く無い。
全日本ユース合宿から離脱した立花兄弟に突如として付き添って合宿所に登場、データ解析力の高さを買われマネージャーとして全日本ユースに参加する。戦術の考案などの貢献を見せるが、火野にトルネードシュート習得のきっかけも与えた。名前の由来は「いいデータ持つ」。登場初期の頃の口癖は「- なんだな」。
「THE RISE OF NEW CHAMPIONS 」でも、葵とのイベントで名前だけ登場する。
高井 あつし（たかい あつし）
U-23日本代表フィジカルコーチとしてサポートする。
ハンス・クライマン
- 経歴：ハンブルグキーパーコーチ - 全日本ユースキーパーコーチ

長年ドイツで若林らを指導した。指導力に定評があり若林も信頼している。
マリオ
- 経歴：サンパウロFCフィジカルコーチ - 全日本ユースフィジカルコーチ - U-23日本代表キーパーコーチ

サンパウロ時代に翼らをサポートしていた。片桐により全日本ユースに招集され、その後も日本代表を支える。

#### その他（コーチ・サポーターなど）
中田（なかた）
声 - 福士秀樹 / - / 木内秀信 / 不明
中学時代の翼の主治医。厳しいこともよく言うが、愛情を持って翼の治療に当たっている。
青葉 弥生（あおば やよい）
声 - 鈴木富子、佐藤利奈（アプリ版） / 岩男潤子 / 鈴木真仁 / 桑原由気
- 所属：武蔵FCマネージャー - 武蔵中学マネージャー

翼が南葛市に転居するまでの同級生で翼にあこがれていた。彼女も翼の転校から間もなく転校している。三杉のことを一身に愛し、翼にわざと負けてくれと頼むほど。そのことを三杉に叱責されるが徐々に距離は縮まり、いつしか三杉のことを「キャプテン」から「淳」と呼ぶようになり、両思いになる。早苗と翼の仲も応援しており、早苗とは手紙をやり取りする仲である。同じくマネージャーをやっているうちにキャプテンを好きになるという設定の藤沢美子とも仲が良いらしく、よく一緒に試合を観戦している。ワールドユース編では看護師見習いという設定。劇場版『危うし！全日本jr.』では、幼少期に野犬に襲われそうになったところを翼に助けられたことがきっかけで翼に好意を抱くようになった。
藤沢 美子（ふじさわ よしこ）
声 - 伊倉一恵、早見沙織（アプリ版） / - / 木村亜希子 / 椎名へきる
- 所属：ふらの中マネージャー

ふらの中マネージャーで家庭の事情でアメリカに引っ越すことになり、全国大会でチームが敗退するまでという条件でマネージャーを続ける。松山に恋心を抱きながらも想いを告げられず、また松山もそれに気付かない状況が続く中で、対南葛中戦でチームに白いハチマキを配り、松山のハチマキには鉢巻に白い糸で「I LOVE YOU」と刺繍を施す。ふらの中が南葛中に敗戦した直後母親と共に空港に向かい日本から離れるが、刺繍に気付いた松山が空港にタクシーを走らせてまで追い駆けていった。マネージャー仲間の町子からは松山に想いを伝えるよう再三助言されており、松山以外のサッカー部員には松山のことが好きだと気付かれていたが、部員全員が松山はこっち方面は鈍感だと言っている。高校進学に当たり日本に帰国することになり、ふらの高校の受験直後に松山と再会を果たす。
【ワールドユース編】スウェーデン戦の前に交通事故で意識不明の重体に陥るものの、松山の必死の看病もあってかスウェーデン戦の後半に意識を取り戻している。大学卒業後に松山と結婚する予定。
「THE RISE OF NEW CHAMPIONS 」では、大会がアメリカで開催されているため、松山とのイベントで再会する。
町田 町子（まちだ まちこ）
声 - 鈴木れい子 / - / 鈴木まひる / 木村珠莉
- 所属：ふらの中マネージャー

藤沢の親友。アニメ第1作では眼鏡にサングラスのような色がついていた。
野崎（のざき）
声 - - / - / 吉水孝宏 / 不明
新聞記者。【中学生編】から翼の活躍を追い続けている。ブラジルにも取材に行っており、ぺぺから渡米後の翼との出会いと経緯を語られる。
田島 正明（たじま まさあき）
声 - - / - / - / 不明
野崎と同じ新聞記者。どちらかと言えば日向を買っている。日向のシュートに「タイガーショット」と名付けた張本人。
宇江野 由紀（うえの ゆき）
ソフトボール日本代表のエースピッチャーで、赤嶺を凌駕する実力の持ち主。チームの紅白戦で赤嶺をノックアウトしたチームメイトをいとも簡単に打ち取っており、それを見た赤嶺は日向に励まされるまで一時自信を喪失した。
大沢 理加（おおさわ りか）
声 - 松井菜桜子 / - / -
劇場版、アニメ第1作に登場する外交官の娘。『ヨーロッパ大決戦』ではマネージャーとして翼たち全日本のメンバーをサポートした。『危うし! 全日本Jr.』では一転、ヨーロッパ選抜チームのマネージャーを務めた。翼に片思いしている。
アナウンサー
声 - 武田広→村山明、矢部雅史（PS2版） / 大滝進矢、小野坂昌也、青嶋達也 / 置鮎龍太郎 / 前野智昭
アニメ第1作の中学生大会終了時（125話）には担当声優の村山自ら「実況担当、村山明でお送りしました」と実況を締めくくるシーンがある。
川本
翼や青葉が小学5年生の時に通っていた小学校の担任。野球が盛んな中一人でサッカーをしている翼が浮いてることを心配している。

### 海外

#### 監督・コーチ
ジョアン・アラゴネス
ロベルトの現役時代の監督であり、恩師でもある。無印第1巻に名前のみ登場だったが、【ライジングサン】にてU-23ブラジル代表監督となって登場する。
ロベルト 本郷（ロベルト ほんごう）
声 - 田中秀幸 / 堀秀行 / 宮本充、三田ゆう子（少年時代） / 小西克幸
- 経歴：サンパウロCF - 南葛小サッカー部監督 - サンパウロジュニアチーム監督 - ブラジルユース監督 - U23ブラジル代表コーチ
- ポジション：FW 誕生日:11月20日 血液型：A型

日系ブラジル人。翼の師匠にしてもっとも尊敬する人物。元ブラジル代表の10番でセンターフォワード。網膜剥離を患い、海に飛び込んで自殺を図るも大空広大に助けられ、友人関係になる。その縁で浜松にある東都大学病院の眼科医を紹介され、精密検査・診察を兼ねて訪日し、大空家にしばらく居候する。大空家への訪問時間が深夜だったため、泥棒に間違えられた奈津子に水をぶっかけられた。その後は翼のブラジル留学を手助けしたりと常に陰から見守り、時に厳しく接する。小学生編では翼をブラジルに連れて行くと約束するも、自分の身勝手で家族を離れさせることに負い目を感じ始め、また、翼を一流のプロに育て上げる自信がなくなっていったため、結局一人でブラジルに帰国する。日本を去るとき、翼に1冊のノートを残した。この中にはサッカーにおける様々なアドバイスが記され、このノートをきっかけに翼はFWからMFに転向、ドライブシュートを身につけた。帰国後はサンパウロFCの少年部門の指導者として活躍。その後、ジュニアユース大会期間中に片桐の再三の説得により翼をブラジルに連れて行くことを決意し、決勝戦終了直後に再び翼の前に現れ、改めてブラジルでサッカーを教えることを約束した。ブラジルに渡った翼を指導し続けた。【ワールドユース編】ではブラジルユース代表の監督に就任するため一時期翼と決別し、チームを準優勝に導く。その後は【ROAD TO 2002】においてヨーロッパに挑戦する翼を後押しした。【ライジングサン】ではジョアンが監督を務めるU-23ブラジル代表のコーチに就く。名言は「Viva Tsubasa！（ビバ・ツバサ！）」。
劇場版『世界大決戦!! Jr.ワールドカップ』では、南米選抜チームの監督として日本代表と対戦する。愛弟子であるカルロス・サンターナと翼との対戦を心待ちにいていた。
テクモ版では「II」-「IV」ではブラジル代表の監督に就任し、「V」では日本代表の監督に就任する。「V」では、貧しい家に生まれたロベルトをジョアンが育ててくれたという設定になっており、網膜はく離の原因もジョアンの恩に報いるために無茶なプレイを繰り返した結果とされた。
ルディ・フランク・シュナイダー（ドイツ）
声 - - / - / 木内秀信 / 大川透（RONC）
- 経歴：ハンブルガーSV選手 - ハンブルグ監督代行 - FCバイエルン・ミュンヘンコーチ - ドイツユース監督 - ミュンヘン（アニメ第3作はロードブルク）監督 - U23五輪代表監督

カール・ハインツ・シュナイダーの父親。監督代行時代スター選手（シュミット）との間にトラブルが起き、チームを解雇され、家族と別居していた。その後は港で荷物の積み下ろしの仕事をしていたが、ジュニアユース開催時に現役時代のライバルであり、バイエルンのフェルスター監督の誘いでミュンヘンのコーチに就任、それ以降はカールとともに親子鷹として栄光をつかみ続けている。なお、上記のシュミットの欠点（スタミナ不足とプレイの単調さ）を既に見抜いていたため、後に現れることになる。
名前は【ワールドユース編】の当初は「ルディ・シュナイダー」であり、【ROAD TO 2002】では「フランク・シュナイダー」であった。現在の公式設定としては、両方をつなげて「ルディ・フランク・シュナイダー」となっている。
「THE RISE OF NEW CHAMPIONS」では、電話越しの会話のみの登場である。
ギュンター（ドイツ）
ミューラーがどのチームにも所属していない時から指導を行っていた人物。崖の上から岩を落とすなどの過激な特訓を課す。
【ライジングサン】にてドイツ代表のキーパーコーチとして登場した際に名前が明らかになった。
ディエゴ・バルバス（アルゼンチン）
声 - 塩屋浩三 / - / 木内秀信 / 楠見尚己（RONC）
- 経歴：アルヘンチノス監督 - アルゼンチンジュニアユース監督 - 五輪代表U-23監督

ロベルトの選手時代の旧友。アルゼンチンJr.ユースが敗れた後、選手と共に観戦のためフランスに残っていたところロベルトと再会。翼をアルゼンチンにスカウトしたい旨を告げるが、それがロベルトにも、今度こそはと翼をブラジルに呼び込む決意を与えた。
サマン（タイ）
強豪タイユースをまとめ上げ、若林も「名将」と一目置く存在。しかし若林や葵といった強力な選手が登場すると弱腰になり守りの作戦を出し、選手の反感を買う。それでも、果敢に攻め立てようとする選手たちを認め「お前たちの力で若林からゴールを奪ってみろ」とエールを送った。見上と同じくドイツにコーチ研修に行っている。喫煙者。
ホセ・ペレス（アルゼンチン）
サウジアラビアユース監督。オワイランを擁し、攻守ともに優れたサウジアラビアユースを率いた。全日本ユースに敗れた際、翼に対してディエゴ・マラドーナが出現した時と同じ衝撃を覚えたという。
マチルダ 尽之助（マチルダ じんのすけ）
日系ウルグアイ人で日本語が話せる。ウルグアイ国籍。惨敗を喫し解任されたルベンスに代わってウルグアイユース監督に就任した。猛特訓の末にビクトリーノ以外のメンバーを一新、火野を含めた新たに招集し短期間で強力なチームを作り上げた。ワールドユース本線でも直前まで合宿に専念、レセプションパーティーにも参加せず、開幕戦の最中に来日するほど。また、日本戦前日でさえも練習は夜間にまで及んだ。
【ROAD TO 2002】セリエC1・レッジアーナの監督に就任した。なお、セリエBと勘違いしていたとのこと。ユベントスで早々に大きな壁にぶちあっていた日向に移籍の話を持ちかけた張本人。火野龍馬にも声かけたがCなら嫌と断られている。
ルベンス（ウルグアイ）
マチルダの前任のウルグアイユース監督。ブラジルとの練習試合で10対0で惨敗した責任を取らされ、監督を解任される。
日系人である火野に対して露骨な差別意識を抱いており、日系人であるという理由だけで代表に選抜しなかったことで火野の怒りを買い、またビクトリーノからも「選手を見る目が無い、文句ばかり言う腰抜けしか選ばなかった」と批判されて、彼の人選者はマチルダの猛特訓にてビクトリーノ以外の全員が脱落している。
ハンセン（スウェーデン）
海賊のような顔立ちをした監督。相手選手個々のデータを完全に分析する「ビクトリー作戦」や、選手たちを海外リーグに送り込み相手国を研究させる「バイキング作戦」を起案した。
エリック・ファンサール（アニメ第3作はエドワルド）（オランダ）
声 - - / - / 秋元羊介
FCバルセロナ監督で「知将」・「策士」と呼ばれ、これまで数々の栄光を築き上げてきたらしいが、それらしい描写はあまり見られない。トップ下を希望した翼にBチーム行きを告げるが、それは翼を様々なポジションでプレイさせた結果「リバウールには敵わないが、やはりトップ下でプレイして欲しい」という気持ちの表れだった。しかし、翼がBチームですさまじいまでの活躍を見せ、またトップチームの旗色が悪くなったことと、リバウールの負傷などが重なったため、翼をトップチームに戻す。モデルはルイ・ファン・ハール。
日本の漫画を読むのが趣味で、初登場時には『キャプテン翼』のスペイン語版を読んでいた。翼に好きな『ドラえもん』の秘密道具を尋ねたことがあり、監督が好きな道具はタケコプター。
【ROAD TO 2002】の終盤から進退問題が示唆されており、『DREAM FIELD 短編集』1巻に収録されている「翼VS岬」の最後のページにて、バルセロナの監督がフランク・ライカールトということになっていたが、本編では現在でも続投しており、今後の去就については不明。
テラパスケ
R・マドリッドの監督。選手を見る目があり、コーチらがナトゥレーザのプレイを軽視していたのに対して素質を見抜き直々に入団交渉を行い、背番号0を与える。ナトゥレーザの身勝手なプレイは叱責する他、ファンサールとは犬猿の仲で、トップ下に拘るプレイスタイルを古臭いと罵倒する。
ゼーマン（ドイツ）
- 所属：ハンブルグ（アニメ第3作はグリュンバルト）監督

ハンブルグの守護神であった若林に大きな期待を寄せていたが、B・ミュンヘン戦にて引き分けを狙った自らの戦術に反してシュートに行き、逆にゴールを奪われた若林に怒りを覚える。その後は表面上は外国人枠を理由に3試合連続若林を起用しなかったが、ジャーナリストたちの間では「二人の関係に亀裂が生じたのでは」と噂になっており、若林は最終的に移籍を決断する。
カルロ・モネッティ（イタリア）
ユベントスの監督。コーチ陣はもちろん選手自体の意見も大事に思っており、「データに関係なく、ゴールを決めてくれるストライカーを試合で使う」というのが主義で、紅白戦で大活躍した日向をトップチームのスタメンに起用した。その後レッジアーナから届いたレンタル移籍の判断も日向本人に任せた。
ヒース・コールマン（オーストラリア）
オーストラリアフル代表とU-22を兼任する知将監督。
メンデス（スペイン）
声 - - / - / 岸祐二
FCバルセロナチームドクター。チームの選手たちからはよく信頼されている。翼とも交流を深め、リバウールを本気にさせたことを関心したり、Bチーム落ちした翼を立ち直らせた。
マッツァンティーニ（イタリア）
声 - - / - / 加瀬康之
ユベントスフィジカルコーチで通称マッツ。各選手のフィジカルを管理しているが多少頑固な性格で、日向のデータを見て「こんなバランスの悪い者はとてもサッカー選手とは思えない。日本でどんな生活・トレーニングをしてきたのか」と発言し、身内を批判された日向の怒りを買うが、何だかんだ言っても日向とは似たもの同士で馬が合っており、監督も指摘しているほか、日向の捨て駒的な起用方についてカルロにクレームをいれている。トップチームの試合で完膚なきまでに叩きのめされても顔を下げない日向の根性を認め「一緒に肉体改造をしよう」と肩を叩いた。その後レッジアーナに移籍する日向にバランストレーニングの本を授け、日向からは「お礼にゴールを決めた数だけピザをおごる」と言われ、実際にピザを貰っている。しかし食べ過ぎにより、太り気味になってしまい、妻にも注意されたため、「特大サイズではなく低カロリー最小サイズで」と注文している。
日向のために最終戦直前に日向の住居を訪れ身体測定の機材を持ち込んで身体チェックをしている。
ルイス・ナポリ
58歳。バルセロナU-12の監督で20年間やってる名伯楽。ルイス・エンポリの父親。
イワン・イヌレタ
ラ・コルーニャの監督で智将とよばれてる。

#### その他（海外）
大家のおばさん（イタリア）
葵がイタリアに来たばかりの頃から下宿していた宿を経営する。葵の祖父と知り合いで、葵の明るい性格とサッカーの実力に惚れ込み、パウロと一緒に試合を観戦し応援し続けている。アニメ第2作では葵の応援団長。
パウロ（イタリア）
声 - - / - / 竹本英史
元泥棒。200万リラを騙し取られ落ち込んでいた葵にパンを渡すという優しい一面を見せたが、その直後逮捕されてしまう。2年間の服役後、靴磨き職人として、また葵の私設応援団を設立し、大家のおばさんや公園の子供らと新伍を応援している。アニメ第2作では葵と同じアパートに引越して暮らしており、応援団を設立するものの団長は大家に取られてしまったので彼は副応援団長。
カリメロ（イタリア）
声 - - / 中嶋聡彦 / 斉藤瑞樹
インテルの職員で、靴磨きや片付け、道具の手入れなどを担当。途方に暮れていた葵と話すうちに打ち解けた。
アニメでは「本当の一流選手は道具に気を使い大切にする」と葵に諭し、ロマーノについては道具を粗末に扱う奴は大した選手では無いと斬っている。
カルロス・アルベルト（ブラジル）
ブラジルから留学のため来日していた頃、翼のポルトガル語家庭教師をしていた。今ではそれが自慢である。
カリオ（ブラジル）
ナトゥレーザの兄。サンターナの母親の生存や、“日本にいる、弟ナトゥレーザと同じくらいの輝きを持つ光”を見通していた。【ROAD TO 2002】ではナトゥレーザのマネージャーとしてスペインへ同行している。
サンターナの母親（ブラジル）
生まれたばかりのわが子をサッカーグラウンドに放置し去っていってしまった。その際に持たせていた十字架に「カルロス」と刻まれていたことから、息子は登録名を「サンターナ」のみにせず「カルロス・サンターナ」で通していた。【ワールドユース編】にてカリオによって発見され、導かれるままにカルロスとの再会を果たす。しばらくはブラジルで暮らしていたが、息子がスペインに行きたがっていることを見抜き後押ししたので、現在はスペインで共に過ごしており、翼夫妻とも対面した。息子が未婚なのが心残りらしく、大空夫妻が来た時も早く結婚してくれとこぼしている。
リバウールの妻（ブラジル）
声 - - / - / 長浜満里子
早苗と雰囲気がよく似ており、リバウールに翼の印象を尋ねられた時「頭の中の90％くらいがサッカーで埋まっている点がそっくり」と評していた。後に早苗にブラジル料理を教えた。
マリー・シュナイダー（ドイツ）
声 - 悠木碧（アプリ版） / - / -
カール・ハインツ・シュナイダーの妹。兄を慕っており、よく兄の試合を見に来ている。車に轢かれそうなところをイタリアのヘルナンデスに救出されたことがある。
カタリーナ・カレン（スウェーデン）
声 - 田村ゆかり（アプリ版） / - / -
レヴィンの恋人であり、みんなのアイドルだった。街なかにある女神像にお祈りに行った際、交通事故で命を落としたことから、レヴィンは心を閉ざしてしまう。
シェリー・マークス（スウェーデン）
スウェーデンユースのマネージャーで、カレンの友人。レヴィンに恋心を抱いている。
ピント（スペイン）
声 - - / - / 日比野朱里
- 所属：FCバルセロナジュニアチーム

カンプ・ノウスタジアムの観客席でボールを落としてしまったとき、移籍先を自ら探していた翼にオーバーヘッドで蹴り返してもらい、スペインでのファン第一号になった。サッカーの情報量はスポーツ記者も驚くほどで貴重な情報源にもなっているが、非公開の紅白戦で情報を求めるあまり不法侵入した際には警備員に怒られた。R・マドリッド戦の前には、翼の友達としてスポーツ記者から取材もあり新聞に顔写真つきで掲載された。ジュニアの試合では、翼の観ている前でフライングドライブシュートを披露するも失敗した。
サウール(スペイン)
ミカエルのライバルで友人。10年前にモンセラート少年サッカー場でミカエルと衝突して視力を失う。サングラスをかけており、ミカエルを応援し、ブラインドサッカーをしており、パラリンピックの選手に選出されている。
ホセ・ガンビーノ
44歳。バルセロナスポーツのベテラン記者。きちんとした取材をし、真実だけを書くことで選手や監督からも絶大な信用がある。ミカエルの出世手記を出す。